# Leonardo da Vinci
Leonardo da Vinci   (Anchiano, 15 d'abril de 1452 - Clos Lucé, 2 de maig de 1519) fou un artista toscà i un home d'un esperit universal, alhora científic, enginyer, inventor, anatomista, pintor, escultor, arquitecte, urbanista, naturalista, músic, poeta, filòsof i escriptor.
Leonardo fou alumne del cèlebre pintor florentí Andrea del Verrocchio. Els seus primers treballs importants foren realitzats al servei del duc Lluís Maria Sforza a Milà. Posteriorment, treballà a Roma, Bolonya i Venècia, i passà els últims anys de la seva vida a França, tot acceptant la invitació del rei Francesc I de França.
Leonardo da Vinci, sovint, ha estat descrit com l'arquetip i el símbol humà del Renaixement, un geni universal, un filòsof humanista amb una curiositat il·limitada, i una gran força creativa. Ha estat considerat com un dels pintors més destacats de tots els temps i potser la persona més polifacètica i talentosa en un nombre més gran d'àmbits diferents.
Leonardo és més conegut com a pintor; dues de les seves obres, La Gioconda i El sant sopar, són pintures molt cèlebres, sovint copiades i parodiades; el seu dibuix de l'Home de Vitruvi ha estat igualment reproduït en nombrosos treballs. Només n'han sobreviscut fins a l'actualitat una quinzena d'obres; aquest petit nombre és una conseqüència del temps que dedicava a les seves constants experimentacions tècniques i a la seva procrastinació crònica. Malgrat tot, aquestes poques obres, i tot el que apareix als seus quaderns plens de dibuixos, diagrames científics i reflexions sobre la naturalesa de la pintura, han estat un important llegat per a les següents generacions d'artistes, equiparable, salvant les distàncies, al llegat de Miquel Àngel.
Com a enginyer i inventor, Leonardo desenvolupà idees molt avançades per a l'època que vivia, des de l'helicòpter, al carro de combat, el submarí o, fins i tot, l'automòbil. Molt pocs dels seus projectes arribaren a ser construïts; ni tan sols eren realitzables a la llum dels coneixements del seu temps, però algunes de les seves petites invencions, com una màquina per a mesurar el límit elàstic d'un cable, entren en el món de la manufactura. En tant que científic, les aportacions de Leonardo van contribuir a desenvolupar el coneixement en àmbits tan diversos com, per exemple, l'anatomia, l'enginyeria civil i l'òptica.

## Biografia

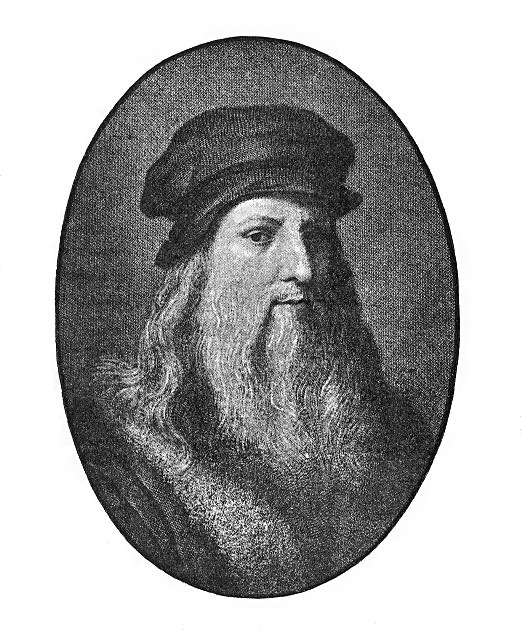
Leonardo da Vinci

Leonardo da Vinci va néixer el dissabte 15 d'abril del 1452, «a la tercera hora de la nit», tres hores després de l'Ave Maria, és a dir, les 22 hores 30 minuts, al castell de Vinci, prop de Florència, d'una relació amorosa il·legítima entre el seu pare, Messer Piero Fruosino di Antonio da Vinci, notari, canceller i ambaixador de la República florentina, que descendia d'una rica família de notables italians, i la seva mare, Caterina, una humil filla de pagesos del petit poble toscà d'Anchiano, situat a dos quilòmetres de Vinci, en el territori de Florència. Un estudi del 2006 destaca que sembla probable que Caterina fos una esclava vinguda del Pròxim Orient.
Leonardo, o més aviat Lionardo segons el seu nom de bateig, fou batejat després de viure els seus cinc primers anys a Vinci amb el seu pare, on fou tractat com un fill legítim. Rebé una instrucció i aprengué a llegir i a escriure. Tot i això, no estudià llatí de manera seriosa i el fet que tingués una ortografia caòtica indica que aquesta instrucció tingué llacunes i, en qualsevol cas, no fou la d'un universitari.
El 1457, quan Leonardo tenia cinc anys, la seva mare es casà amb Antonio di Piero Buti del Vacca da Vinci, un pagès de la ciutat, amb el qual tingué cinc fills. Llavors, fou admès a la casa de la família del seu pare, al poble de Vinci. Entretant, el seu pare s'havia casat amb Albiera degli Amadori, una noia de setze anys que pertanyia a una rica família de Florència .Albiera, que no tingué fills, diposità tot el seu afecte en Leonardo; malauradament, morí molt jove, el 1464. Des del seu naixement, fou considerat pel seu pare com un fill més, però, tanmateix, mai no fou legitimat. El seu pare es va casar quatre vegades i Leonardo da Vinci va tenir deu germans i dues germanes legítimes nascuts després de Leonardo. Ell tingué bones relacions amb l'última dona del seu pare, Lucrezia Guglielmo Cortigiani, afecte que es fa evident en una nota en què deixà escrit: «Estimada i dolça mare».
En aquesta època, a Europa, les convencions actuals en els noms de les persones no s'han desenvolupat encara. Només les grans famílies fan ús del nom de la seva pertinença patronímica. La major part de les persones eren designades pel seu prenom, al qual s'adjunta tota precisió necessària: el nom del pare, el lloc d'origen, un sobrenom o el nom del mestre en el cas d'un artesà. Per tant, en aquest cas, el nom de l'artista fou Leonardo di ser Piero da Vinci, que significa que l'individu es diu Leonardo, i és fill del mestre Piero De Vinci. Tot i això, el «Da» porta una majúscula per tal de distingir que es tracta d'un patronímic. Leonardo signava els seus treballs simplement amb "Leonardo", o "Io, Leonardo" ('Jo, Leonardo'). La majoria de les autoritats porten, ja que, els seus treballs a Leonardo sense el da Vinci. De manera versemblant, no utilitza el nom del seu pare perquè fou un nen il·legítim. «Vinci» prové del nom de «vinchi», vímet, utilitzat per l'artesanat toscà i que creixia a prop del riu Vincio.
La seva àvia paterna, Lucia di ser Piero di Zoso, ceramista i persona molt propera a Leonardo fou, potser, la persona que el va iniciar en les arts. Una història popularitzada explica que un milà vingut del cel hauria fet un vol sobre el seu bressol, i la cua de l'ocell li tocà la cara.
Giorgio Vasari, el biògraf dels pintors del Renaixement del segle xvi, explica la història d'un pagès local que va demanar a ser Piero que el seu talentós fill li pintés una imatge sobre una placa. Leonardo va pintar una imatge representant un drac que escopia foc, i estava tan ben feta que ser Piero la va vendre a un comerciant d'art florentí, que a la vegada la va revendre al duc de Milà. A canvi, després d'haver obtingut un benefici, ser Piero va comprar una placa amb un cor travessat per una fletxa, que va donar al pagès.

### Formació al taller de Verrochio

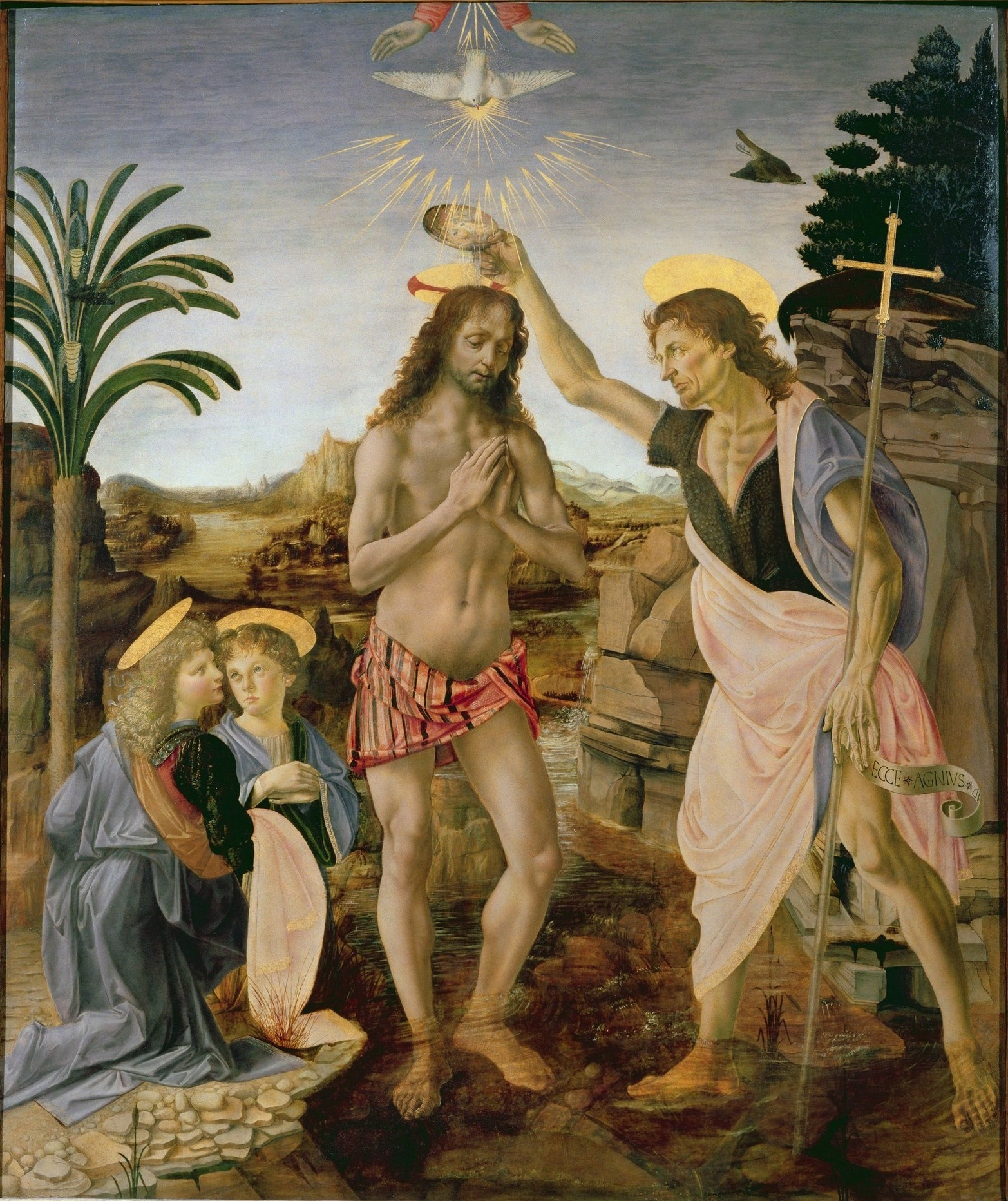
Baptisme de Crist, oli sobre fusta de Verrocchio (ca. 1470-1480), en què Leonardo pintà sobretot l'àngel de l'esquerra

El jove Leonardo era un amant de la natura, la qual observava amb molta curiositat i s'interessava per tot. Dibuixava caricatures i practicava l'escriptura especular en dialecte toscà. Giorgio Vasari conta una anècdota sobre els primers passos en la carrera artística del gran artista: un dia, ser Piero «va prendre alguns dels seus dibuixos i els va presentar al seu amic Andrea del Verrocchio i li va demanar insistentment que li digués si Leonardo es podria dedicar a l'art del dibuix i si podria aconseguir alguna cosa en aquesta matèria. Andrea es va sorprendre molt dels començaments extraordinaris de Leonardo i va exhortar ser Piero que li deixés escollir aquest ofici, de manera que ser Piero va resoldre que Leonardo entraria a treballar al taller d'Andrea. Leonardo no es va fer pregar; i no content d'exercir aquest ofici, va exercitar tot el que es relacionava amb l'art del dibuix». Fou així com, a partir del 1469, Leonardo entrà com a aprenent en un dels tallers d'art més prestigiosos sota el mestratge d'Andrea del Verrocchio, a qui deu una part de la seva excel·lent formació multidisciplinària, i coneix altres artistes com Sandro Botticelli, Perugino i Domenico Ghirlandaio. En efecte, fins al 1468, tot i que Leonardo estava empadronat com a resident del municipi de Vinci, anava molt sovint a Florència, on el seu pare treballava.
Verrocchio fou un artista de renom, i molt eclèctic. De formació era orfebre i ferrer, però a més a més va ser pintor, escultor i fonedor. Treballà sobretot per al poderós mecenes Llorenç el Magnífic. Els encàrrecs principals foren retaules i estàtues commemoratives per a les esglésies, però les obres més grans foren frescs per a les capelles, com les creades per Domenico Ghirlandaio per a la capella Tornabuoni, i de grans escultures com les estàtues eqüestres de Gattamelata per Donatello i Bartolomeo Colleoni de Verrocchio. Leonardo treballà també amb Antonio Pollaiuolo, que tenia el taller molt a prop del de Verrocchio.
Després d'un any dedicat a la neteja dels pinzells i altres petites activitats pròpies d'un aprenent, Leonardo fou iniciat per Verrocchio en les nombroses tècniques que es practicaven en un taller tradicional, tot i que alguns artesans s'especialitzaven en tasques com ara elaborar el marc, els daurats i el treball del bronze. Així, en aquest context, Leonardo tingué l'oportunitat d'aprendre les bases de la química, de la metal·lúrgia, del treball del cuir i del guix, de la mecànica i de la fusteria, així com diverses tècniques artístiques com el dibuix, la pintura i l'escultura sobre marbre i sobre bronze. Igualment, rebé formació en habilitats com la preparació dels colors, el gravat i la pintura dels frescs. Adonant-se del talent excepcional que tenia Leonardo, Verrocchio confià al seu alumne la cura privilegiada d'acabar els seus quadres.
La formació rebuda durant el seu aprenentatge al taller de Verrochio va més enllà i s'estén a altres àmbits culturals. Estudià el càlcul algorítmic i mostrà el bon coneixement que tenia citant els dos abacistes florentins més rellevants, Paolo Toscanelli del Pazzo i Leonardoo Chernionese. Posteriorment, Leonardo també cità la Nobel opera de arithmética de Piero Borgi, impresa a Venècia el 1484, i que representa bé la ciència d'aquestes escoles d'abacistes.
No es coneix l'existència de cap obra de Leonardo durant l'època en què treballà amb Verrochio. Segons Vasari, hauria col·laborat en una pintura anomenada Baptisme de Crist (1472-1475). D'altra banda, segons la llegenda, Verrocchio abandonà l'acabament de l'obra quan es va sentir superat per la qualitat del jove Leonardo, que deixà el seu toc magistral en un petit àngel present a l'obra. També, d'acord amb la tradició que l'aprenent era el que posava, Leonardo hauria servit de model per al David de Verrocchio, una estàtua en bronze. De la mateixa manera, també se suposa que és el retrat de Leonardo el que representa l'arcàngel Miquel en l'obra Tobias i l'Àngel de Verrocchio.

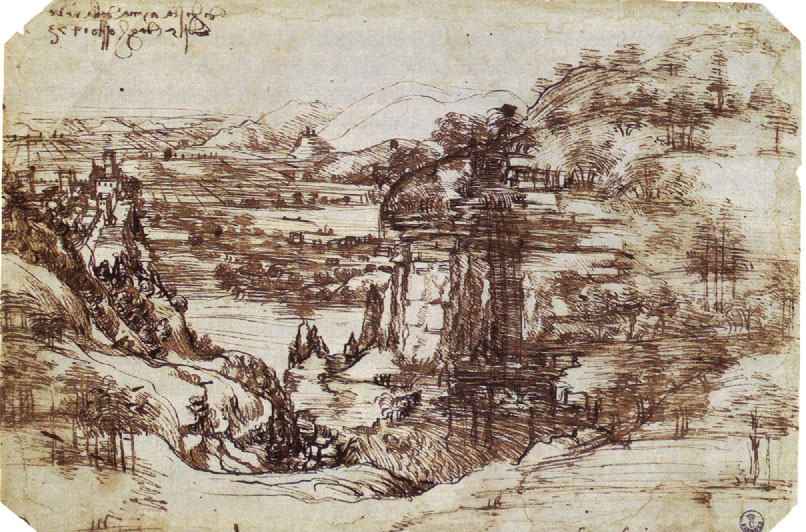
Paisatge de la vall de l'Arno (1473), el primer dibuix conegut de Leonardo

El 1472, a l'edat de 20 anys, apareix enregistrat en el Llibre vermell del gremi de Sant Lluc, el cèlebre gremi dels artistes i doctors en medicina, que a Florència s'agrupava amb la denominació de la Campagnia de pittori. D'aquesta època, existeix un dels seus primers treballs coneguts, Paisatge de la vall de l'Arno o Paisatge de Santa Maria della neve (1473), un dibuix fet amb ploma i tinta. Començà la seva carrera de pintor amb obres ja destacables com L'Anunciació (1472-1475), i millora la tècnica del sfumato en un punt de refinament mai aconseguit abans d'ell.
L'any 1476, apareix sempre esmentat com a ajudant de Verrocchio, ja que fins i tot després que el seu pare l'ajudés a tenir el seu propi taller, motivat pel seu afecte cap a Verrocchio, continuà col·laborant amb ell. Durant aquest període, rebé encàrrecs personals i pintà el seu primer quadre, La mare de Déu i el clavell (1476). L'arxiu judicial d'aquest mateix any recull que ell i tres homes més van ser acusats de sodomia, pràctica que en aquella època a Florència era il·legal, però tots van ser-ne absolts. Aquest document, que partia d'una acusació anònima, tanmateix, no permet afirmar que Leonardo fos homosexual.
Ben aviat, Leonardo despuntà també com a enginyer. El 1478, ofereix aixecar l'església octagonal de Sant Joan de Florència, l'actual baptisteri, sense haver de fer runa per afegir-hi uns fonaments. És l'any que Leonardo tenia 26 anys, i és quan marxà del costat del seu mestre després d'haver-lo superat brillantment en totes les disciplines. D'aquesta manera, es converteix en un mestre pintor independent.

### Al servei dels Sforza

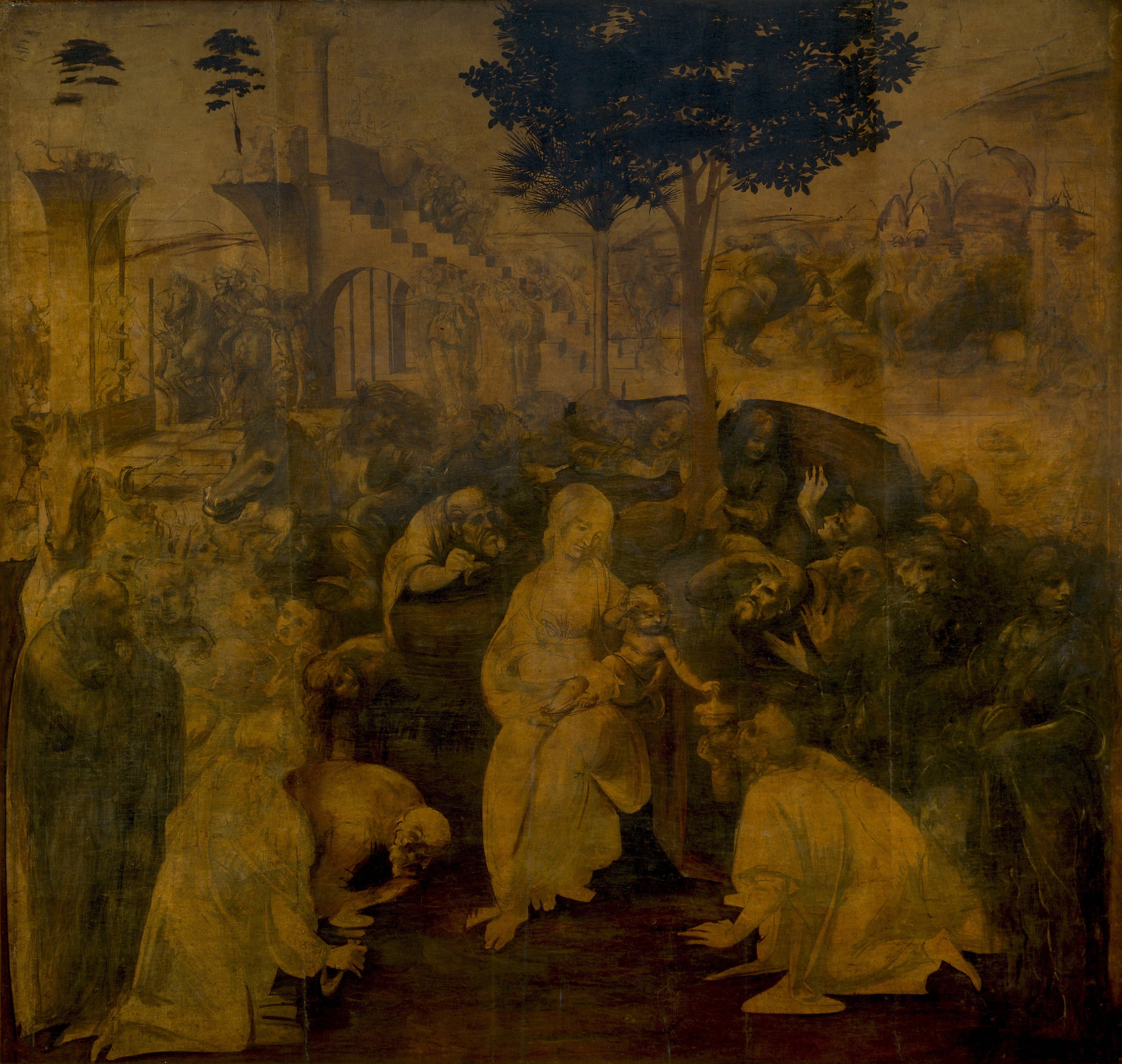
Adoració dels mags (ca. 1481-1482) va quedar interrompuda per la marxa de Leonardo a Milà

El 1481, el monestir de Sant Donat li encarregà l’Adoració dels mags (1481), però Leonardo no va acabar mai aquest quadre, probablement decebut o vexat per no haver estat escollit pel papa Sixt IV com a responsable de la decoració de la capella Sixtina del Vaticà, a Roma, on existí una forta competència entre Miquel Àngel i ell. El neoplatonisme, que en aquell temps estava de moda a Florència, potser també tingué un paper important com a causant de la seva marxa cap a una ciutat més acadèmica i pragmàtica com Milà. Probablement, aquest nou entorn estava més en consonància amb el seu esperit, que es basava en un desenvolupament empíric gràcies a les seves múltiples experiències.
Leonardo pintà la Mare de Déu de les roques (1483-1486) per a la confraternitat de la Immaculada Concepció, i havia d'anar a la capella de San Francesco Grande de Milà. Aquest quadre seria la font d'un conflicte entre l'autor i els propietaris, que perdurà uns quants anys. Leonardo volia el dret de poder copiar l'obra però li fou negat; fou obligat a aturar el treball, i això provocà un retard en l'acabament. El problema no va ser resolt més que mitjançant decisions judicials i les intervencions d'alguns amics.
A Florència, el treball de Leonardo no passà inadvertit. Llorenç el Magnífic s'assabentà que Leonardo havia creat una lira platejada en forma de cap de cavall. Impressionat per la qualitat del seu treball, envià Leonardo a Milà com a emissari florentí, i també perquè treballés per al mecenes i duc de Milà, Lluís Maria Sforza. L'objectiu d'aquesta maniobra era el de mantenir bones relacions amb aquest important rival; molt probablement, fou acompanyat pel músic Atalante Migliorotti.
També escriu una carta al duc, carta que figura en el còdex Atlantico, en què descriu les nombroses i variades habilitats que Leonardo podria fer en l'àmbit de l'enginyeria i l'informa que també és pintor. En la tradició dels enginyers que el van precedir, reprèn el mateix programa, els mateixos interessos i investigacions; serà com a enginyer que Leonardo viurà i treballarà a partir d'ara. Sforza li encarrega la realització de diverses tasques amb el mític títol d'«Apelles florentí», reconeixement reservat tan sols als grans pintors. D'aquesta manera, era l'«organitzador de festes i espectacles amb decoracions sumptuoses» del palau i inventà tramoies que meravellaren el públic; també pintà diversos retrats de la cort de Milà. Leonardo apareixia a la llista dels enginyers dels Sforza i, quan l'envià a Pavia, hi anà amb la qualificació d'«ingeniarius ducalis». D'altra banda, un fet important és que els contactes amb els cercles il·luminats de Milà mostraren a Leonardo totes les llacunes que existien en la seva formació.

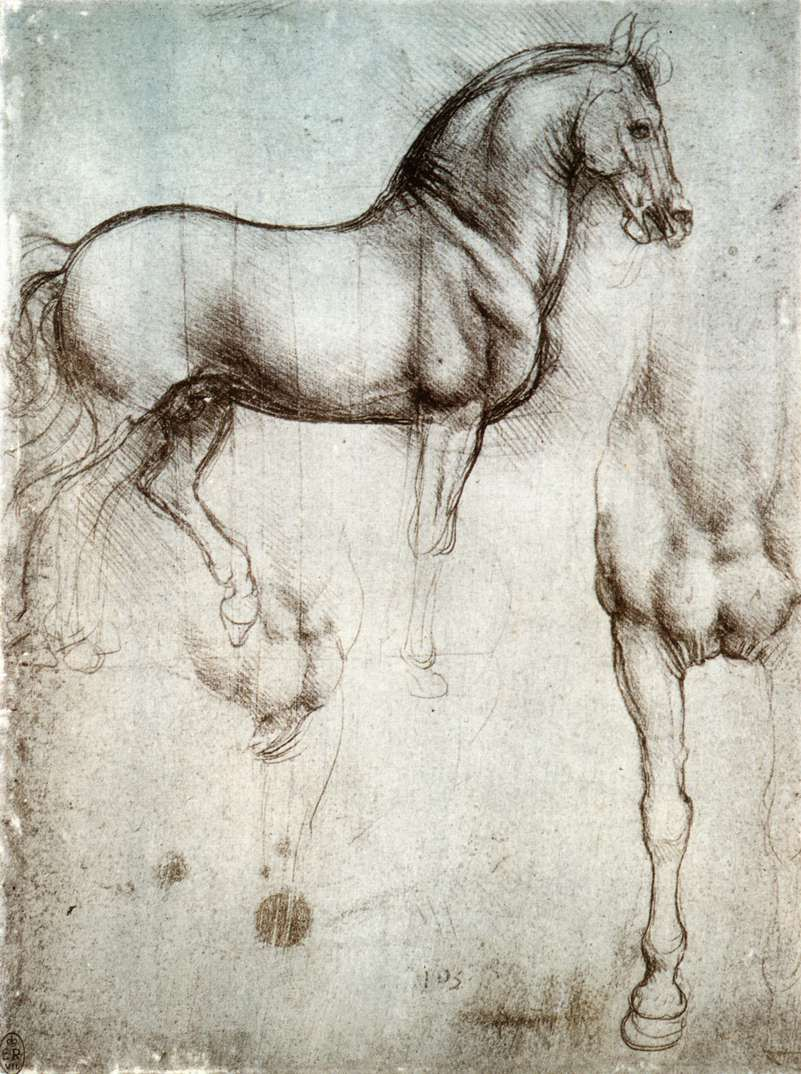
Estudi d'un cavall per Leonardo, probablement en el marc del desenvolupament del Cavall de Leonardo

S'ocupà igualment de l'estudi per a la cúpula del Duomo de Milà, i d'una versió en argila d'un motllo per a «Il Cavallo», El cavall, de Leonardo, una imponent estàtua eqüestre en honor de Francesc I Sforza, el pare i predecessor de Lluís Maria Sforza. Havia d'estar feta amb setanta tones de bronze, fet que constitueix una verdadera proesa tècnica per a l'època. L'estàtua resta inacabada durant uns quants anys, i el mateix Miquel Àngel reconeixia que ell es veia incapaç de fondre-la. Quan Leonardo acabà la versió en argila per al motllo, i quan ja tenia enllestits els plans per al procés de fosa, el bronze fou utilitzat en la creació de canons, ja que calia defensar la ciutat de la invasió de Carles VIII de França.
El 1490, participà en una mena de congrés d'arquitectes i enginyers, reunits per debatre aspectes de l'acabament de la cúpula de Milà. Allí coneix un enginyer de renom, Francesco di Giorgio Martini, que li recomana que vagi a Parma i faci consultes a Giovanni Antonio Amadeo i Luca Fancelli, per tal d'aclarir determinats aspectes de la construcció de la catedral.
És en aquesta època que Leonardo reflexionà sobre projectes tècnics i militars. Millora els rellotges, el teler, les grues i moltes altres eines. Estudià també urbanisme i proposà plànols de ciutats ideals. S'interessà per la disposició hidràulica i un document del 1498 el cita com a enginyer i encarregat dels treballs en rius i canals. Tot i que, entre 1493 i 1495, vivia a Milà, Leonardo va anotar en els seus documents d'imposició que té a càrrec seu una dona anomenada Caterina. A la mort d'aquesta, el 1495, la llista detallada de les despeses relatives al seu funeral fa pensar que, més que una serventa, era la seva mare.

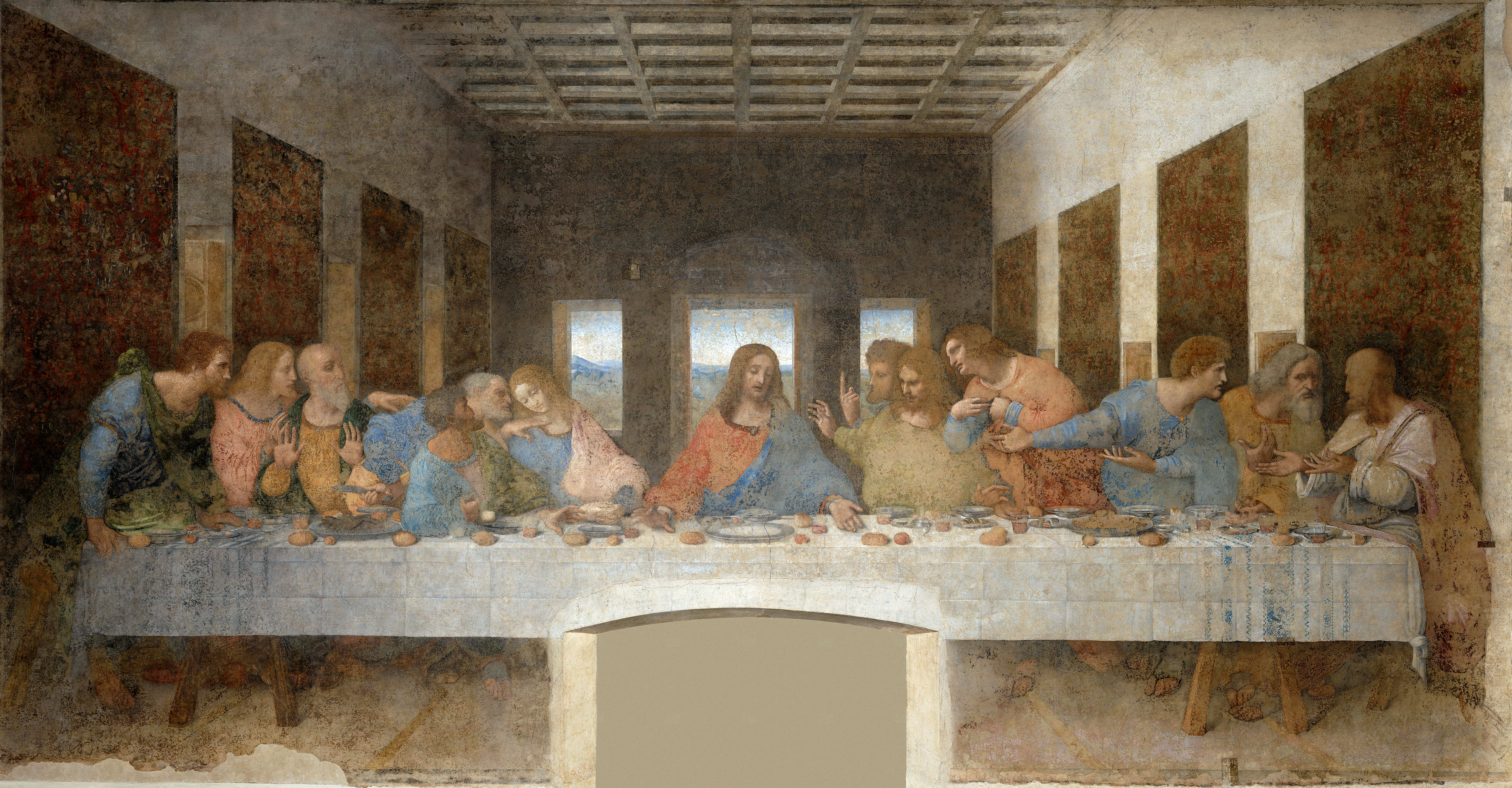
L'Última Cena

Cap al 1490, crea una acadèmia que porta el seu nom on, durant alguns anys, ensenya el seu saber tot anotant les seves investigacions en petits tractats. El fresc  L'Última Cena (1494-1498) fou pintat per al convent dominicà de Santa Maria delle Grazie. El 1496, Luca Pacioli arriba a Milà i estableix una gran amistat amb Leonardo, que realitza per a ell les taules gravades de la Divina proportione. Una mica més tard, el 1498, construeix el sostre del castell dels Sforza.
El 1499, les tropes de Lluís XII de França conquereixen el ducat de Milà i destitueixen Lluís Maria Sforza, que fugí a Alemanya amb el seu nebot Maximilià I, i Lluís XII reivindicà els seus drets a la successió dels Visconti. L'estàtua eqüestre en argila de Lluís Maria fou destruïda pels francesos, que la utilitzen com a blanc d'entrenament. Lluís XII considerà la possibilitat de tallar el mur on hi havia representat L'Última Cena per portar-lo a França, com també ho pensà Napoleó Bonaparte uns segles més tard. Amb la caiguda dels Sforza, Leonardo entra al servei del comte de Ligny, Lluís de Luxemburg, que li demana que prepari una relació sobre l'estat de la defensa militar de la Toscana. La tornada inesperada de Lluís Maria Sforza modifica els seus projectes i el febrer del 1499 va fugir de Milà, acompanyat pel seu ajudant Salai, primer cap a Màntua i després a Venècia.

### De Venècia a Florència
El març del 1499, Leonardo treballà com a arquitecte i enginyer militar per als venecians que volien construir proteccions a la seva ciutat. Per aquest motiu, elaborà sistemes per a defensar la ciutat d'un possible atac naval dels turcs i, entre les seves propostes, destaca la invenció d'un tipus d'escafandre submarí amb un casc rudimentari. Els turcs no atacaren i l'invent mai va ser utilitzat. A finals d'abril, tornà cap a Florència i allí, després de fer un estudi sobre els cursos d'aigua al Friül, proposà un sistema de rescloses per fer possible l'aixecament del curs del riu Soča i així poder inundar tota una regió que cobria la rodalia de Venècia.
Tornaria a Venècia l'abril del 1500 per romandre-hi durant un parell de mesos després d'haver estat a Màntua en companyia del frare matemàtic Luca Pacioli. A Màntua, va destacar per un retrat que va fer a Isabel d'Este. Una carta del 4 d'abril del 1501 en què Pierre de Nuvolaria respon a la duquessa de Mantoue, amb relació a Leonardo afirma que «els seus estudis matemàtics l'han allunyat de la pintura»; Leonardo prosseguia portant a terme grans investigacions. El 1501, s'està al convent de la Santissima Annunziata, on rep l'aprovació per a fer un esbós preparatori de La Mare de Déu i l'Infant amb santa Anna i sant Joan Baptista, una obra que provocà una tal admiració que «homes i dones, joves i vells» venen veure-la «com si participessin en un gran festival». Fa una breu estada a Roma, a la vil·la d'Hadrià, a Tívoli. Estigué treballant en la Mare de Déu dels fusos, un encàrrec de Florimond Robertet, el secretari d'estat de Lluís XII de França.

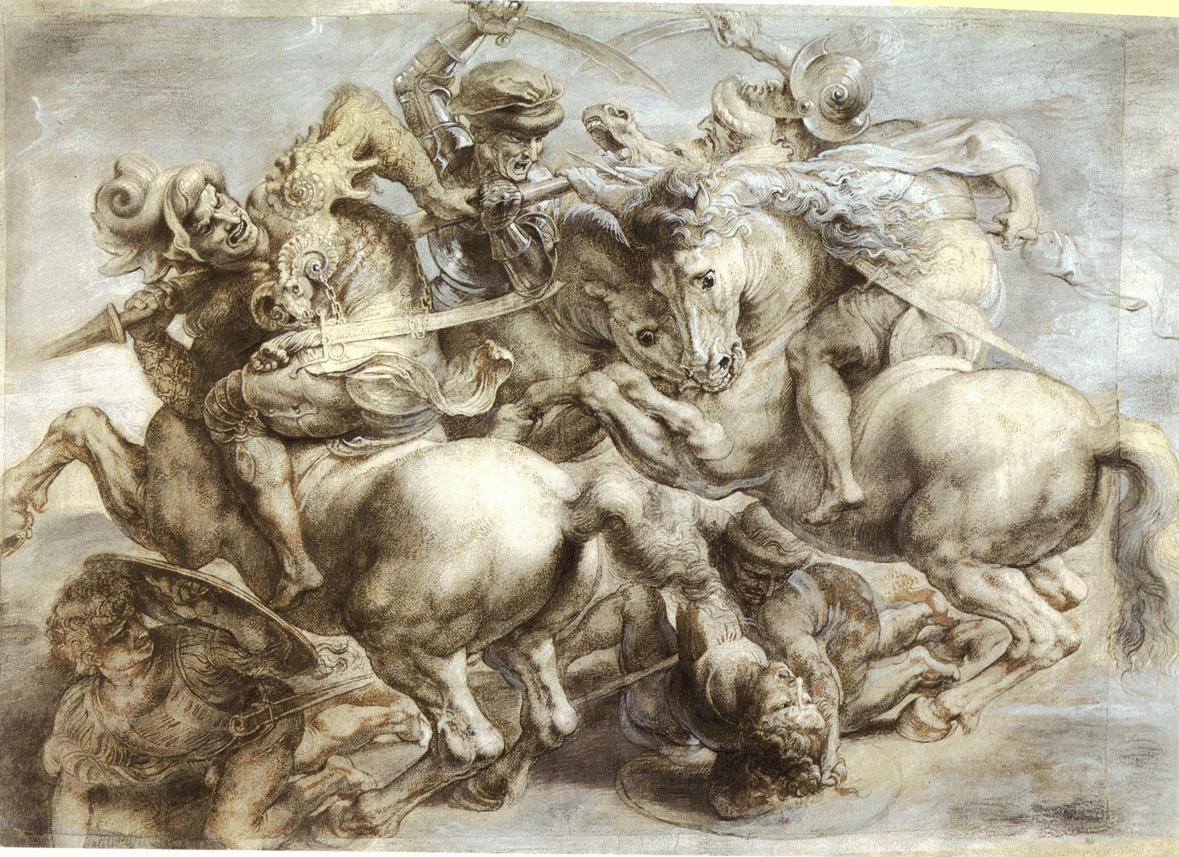
La batalla d'Anghiari de Peter Paul Rubens és una de les còpies de l'obra original de Leonardo. Reprèn «La lluita per l'estendard», la part central del fresc de Leonardo.

El 1502, fou sol·licitat pel príncep Cèsar Borja, duc de Valentinois i fill del papa Alexandre VI, i obtingué el càrrec de «capità i enginyer general». Es queda a les Marques i a la Romanya per a inspeccionar les fortaleses i els territoris novament conquerits, omplint els seus quaderns de múltiples observacions, cartes, croquis de treball i còpies d'obres consultades a les biblioteques de les ciutats que ell visitava. Allà retrobà Nicolau Maquiavel, «espia» de Florència al servei dels Borja.
El 18 d'octubre del 1503, torna a Florència on omple les funcions d'arquitecte i d'enginyer hidràulic. Es torna a inscriure al gremi de sant Luc i dedica dos anys (1503-1505) a la preparació i execució de La batalla d'Anghiari, una pintura mural imponent de set metres per disset, mentre Miquel Àngel pintava La batalla de Cascina a la paret oposada. Les dues obres s'han perdut. L'obra de Miquel Àngel s'ha conegut a partir d'una còpia d'Aristotole da Sangallo del 1542, i la pintura de Leonardo ha arribat a partir de croquis preparatoris i de diverses còpies de la secció central, de la qual la més coneguda és la de Rubens. Sembla que el causant de l'alteració de l'obra va ser el foc utilitzat per assecar més ràpidament la pintura o la qualitat del material; posteriorment va ser recoberta, probablement per un fresc de Giorgio Vasari.

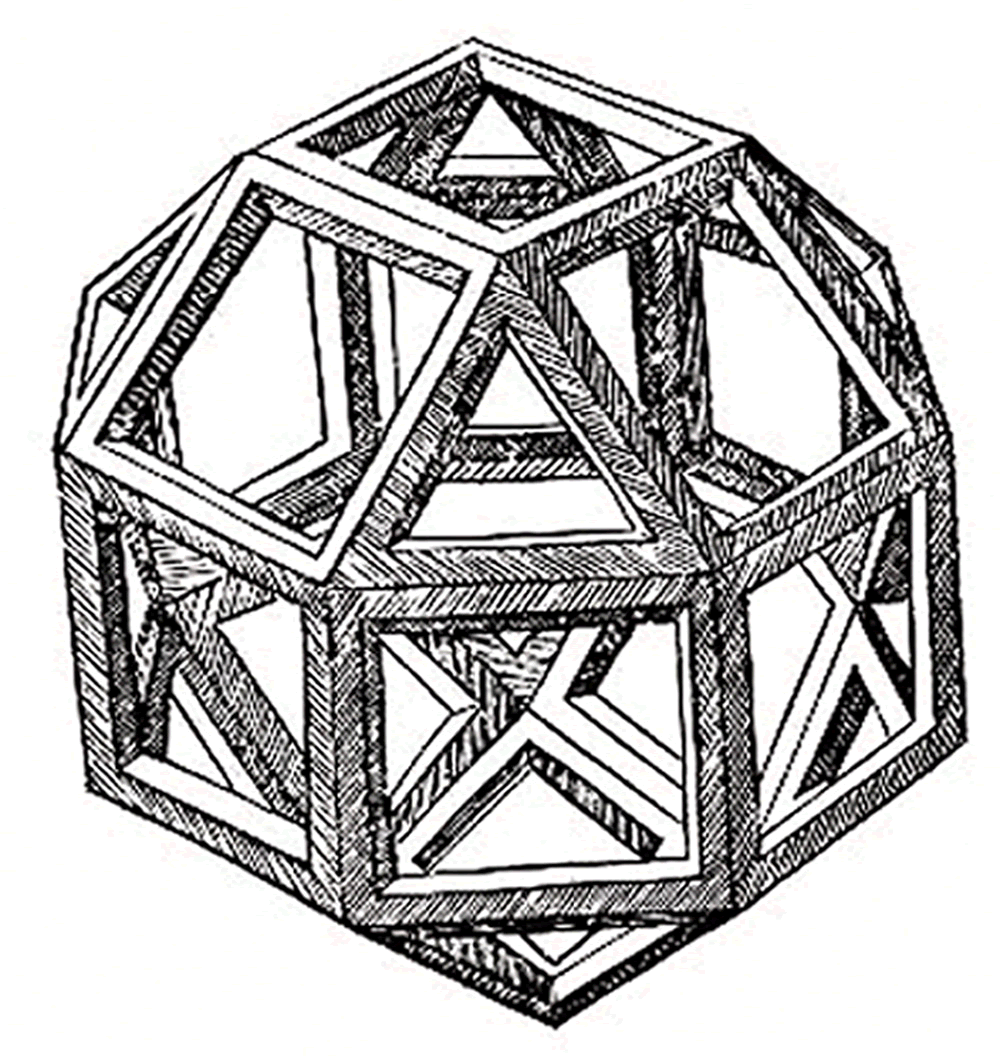
Dibuix d'un Petit rombicuboctàedre de Leonardo que apareix en la Divina Proporció (1509) de Luca Pacioli

Moltes vegades Leonardo fou consultat com a expert com, per exemple, per estudiar l'estabilitat del campanar de San Miniato al Monte i en el moment de la tria de l'emplaçament del David de Miquel Àngel, en què la seva opinió s'oposava a la de Miquel Àngel. Fou en aquest període que presentà a la ciutat de Florència el seu projecte de desviació del riu Arno, destinat, per una banda, a crear una via navegable capaç de connectar Florència amb el mar i, per l'altra, a permetre el control de les terribles inundacions. Aquest període fou important per a la formació científica de Leonardo.

### De Milà a Roma

La Gioconda

El 1504, tornà a treballar a Milà que, en aquella època, estava sota el control de Maximilià Sforza gràcies al suport dels mercenaris suïssos. Molts dels alumnes i els interessats en la pintura coneixen o treballen amb Leonardo a Milà, entre els quals cal destacar Bernardino Luini, Giovanni Antonio Boltraffio i Marco d'Oggiono. El seu pare mor el 9 de juliol i Leonardo fou apartat de l'heretatge basant-se en la seva il·legitimitat, però el seu oncle farà més tard d'ell el seu legatari universal. El mateix any, Leonardo realitza estudis anatòmics i intenta classificar les seves innombrables notes. També és l'època en què comença a treballar en La Gioconda (1503-1506, i després 1510-1515) obra habitualment considerada com un retrat de Lisa Gherardini o, per casament, Monna Lisa del Giocondo. Tanmateix, hi ha nombroses interpretacions sobre aquest quadre que encara són motiu de debat i discussió.
El 1505, es dedica a estudiar el vol dels ocells, i també és quan redacta el Còdex sobre el vol dels ocells. D'ara endavant, observacions, experiències i reconstruccions se succeeixen amb molta intensitat. Un any més tard, el govern de Florència li permet reunir-se amb el governador francès de Milà, Carles II d'Amboise, que el reté amb ell malgrat les protestes per part florentina. Leonardo quedà enmig de disputes entre francesos i toscans, i fou pressionat pel tribunal perquè acabés La Mare de Déu de les roques amb el seu alumne Ambrogio de Predis, mentre que treballava en La batalla d'Anghiari.
El 1507, Leonardo queda com a únic hereu del seu oncle Francesco, però els germans de Leonardo comencen un procediment per modificar el testament. Leonardo apel·la a Charles d'Amboise i a Florimond Robertet perquè intervinguin en el seu favor; Lluís XII torna a ser a Milà i Leonardo n'és de nou l'organitzador de les festes que se celebren a la capital llombarda.
El 1508, viu amb l'escultor Giovanni Francesco Rustici a casa de Piero di Braccio Martelli, a Florència, però després marxa i viu a Milà, a la Porta Orientale, a la parròquia de Santa Babila. Lluís XII torna aviat a Itàlia i el maig del 1509 entra a Milà. Ben aviat, dirigeix els seus exèrcits contra Venècia i Leonardo segueix el rei en qualitat d'enginyer militar, i assisteix a la Batalla d'Agnadel El 1511, mor el governador Charles d'Amboise i, el 1512, després de la Batalla de Ravenna, França marxa del territori. Aquest segon període milanès permet a Leonardo aprofundir en les seves investigacions en ciència pura. El 1509, l'aparició de De expendentis et fugiendis rebus de Giorgio Valla tingué una gran influència sobre ell.
El setembre del 1513, Leonardo de Vinci marxà a Roma a treballar per al papa Lleó X, membre de la rica i poderosa família dels Médici. En aquells moments, al Vaticà, Rafael i Miquel Àngel tenien molta feina. Davant l'èxit de Sangallo, Leonardo no rep més que encàrrecs modestos i sembla que no va participar ni en la construcció de les nombroses fortaleses romanes, poc rellevants, ni en l'embelliment de la capital. Tampoc té èxit la seva pintura i es refugia en una altra especialitat, potser la seva preferida, la hidràulica, i realitzà un projecte d'assecament dels aiguamolls pontins, que pertanyien al duc Julià de Mèdici. El 1514, feu la sèrie dels Diluvis que fou una resposta parcial a la gran obra que Miquel Àngel desenvolupà a la volta de la Capella Sixtina.
«Els Médici m'han creat, els Médici m'han destruït», va escriure Leonardo per subratllar les decepcions de la seva estada a Roma. Pensava que mai no se li deixaria mostrar la seva capacitat amb la realització d'un encàrrec important. Probablement, també era coneguda la seva inestabilitat, el seu fàcil desànim, la seva dificultat per a finalitzar el que havia començat.

### Els darrers anys a França

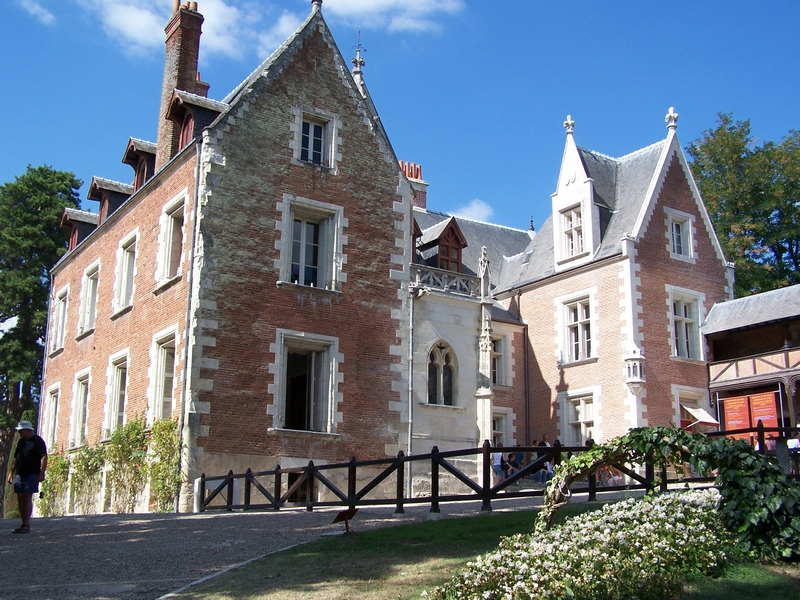
Clos Lucé prop d'Amboise, fou l'última casa de Leonardo de Vinci i actualment és un museu consagrat a ell

El setembre del 1515 el nou rei de França, Francesc I, reconquereix Milà després de vèncer en la batalla de Marignano. El novembre del mateix any, Leonardo dissenya un nou projecte sobre la disposició del barri de Médici a Florència. El 19 de desembre, estava present en la reunió entre Francesc I i el papa Lleó X que es va celebrar a Bolonya. Francesc I encarrega a Leonardo un lleó mecànic que pugui caminar i amb el detall que el pit s'obri per a mostrar la flor de lis. No se sap per a quina ocasió va ser concebut aquest lleó, però pot tenir relació amb l'arribada del rei a Lió, o amb les converses de pau entre el rei i el papa.
El 1516, marxà a França amb el seu ajudant, el pintor Francesco Melzi, i potser també amb Salai; el seu nou mecenes i protector, el rei de França Francesc I, l'instal·la a la casa de la seva infantesa, el Clos Lucé, prop del castell d'Amboise. És el «primer pintor, primer enginyer i primer arquitecte del rei», i rep una pensió de 10.000 escuts. Potser a la cort francesa estaven més interessats pel pintor, per l'artista, que per l'enginyer, quan a Itàlia va ser més valorat com a ingénieur. El fet que Francesc I li donés el Clos Lucé es pot entendre com un missatge a Leonardo perquè «fes el que volgués». No fou el primer artista a rebre aquest honor perquè Andrea Solario i Fra Giovanni Giocondo l'havien precedit uns anys abans. El rei estava fascinat amb Leonardo i el considerà com un pare. La casa i el castell d'Amboise estaven connectats per un soterrani que permetia al sobirà retre visita a l'artista i home de ciència amb tota discreció. Leonardo projectà la construcció d'un nou palau a Romorantin conjuntament amb la desviació d'un riu a la Sauldre. Esbossà un projecte d'un canal entre el Loira i la Saône i organitzà festes com la que, l'octubre del 1517, el rei donà al castell d'Argenton en honor de la seva germana.
El 23 d'abril del 1519, Leonardo, malalt des de feia uns quants mesos, redactà el seu testament davant un notari d'Amboise. Demanà un sacerdot per poder confessar-se i rebre l'extremunció. Va morir el 2 de maig del 1519, a Clos Lucé, a l'edat de 67 anys. La tradició conta que va morir en braços de Francesc I, però probablement es basa en una interpretació errònia d'un epitafi redactat per Giorgio Vasari:
| «                 | LEONARDUS VINCIUS: QUID PLURA? DIVINUM INGENIUM, DIVINA MANUS EMORI IN SINU REGIO MERUERE. VIRTUS ET FORTUNA HOC MONUMENTUM CONTINGERE GRAVISSIMIS IMPENSIS CURAVERUNT. | » |
| — Giorgio Vasari. | |   |

Aquest epitafi, que mai s'ha vist escrit en cap monument, conté les paraules «sinu regio», que poden significar en el sentit literal "sobre el pit d'un rei", però també, en un sentit metafòric, en l'afecte d'un rei, i pot ser una al·lusió a la mort de Leonardo en un castell reial.
En aquesta època, la cort estava instal·lada al castell de Saint-Germain-en-Laye on, el 31 de març, la reina Clàudia de França donà a llum Enric; i el diari de Francesc I no indica cap viatge del rei fins al mes de juliol. D'altra banda, Francesco Melzi, el deixeble de Leonardo, al qual donarà els seus llibres i els seus pinzells i que fou dipositari del seu testament, escriu al germà de Leonardo una carta en què conta la mort del seu amo. En aquesta, no fa cap al·lusió a la circumstància esmentada, ni a la presència del rei.

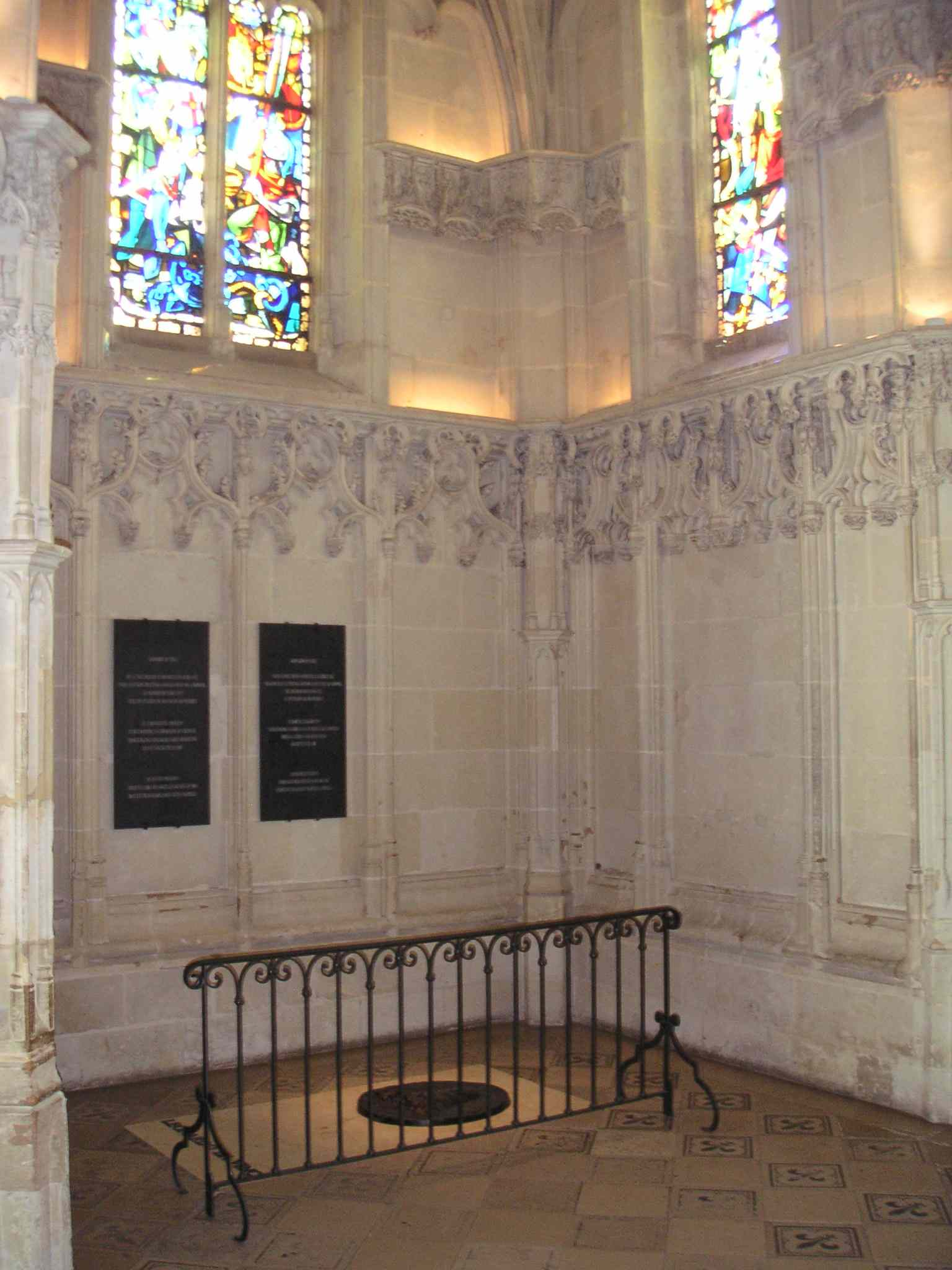
La tomba de Leonardo al castell d'Amboise

Segons les seves últimes voluntats, seixanta captaires seguiren el seu seguici i fou enterrat a la capella Saint-Hubert, al recinte del castell d'Amboise.
Leonardo no es va casar mai, i no va tenir ni dona ni fills; va llegar el conjunt de la seva obra per a ser publicat al seu deixeble preferit, Francesco Melzi, alumne des dels seus 10 anys. Li donà sobretot els seus manuscrits, quadernets, documents i instruments. Francesco, després d'haver-lo acompanyat a França, es quedà amb Leonardo fins a la seva mort, i administrà el seu heretatge durant els cinquanta anys posteriors a la mort del seu mestre. Tanmateix, no publicà res de l'obra de Leonardo ni va vendre cap de les nombroses pintures, com per exemple La Gioconda, que es trobava encara al seu taller. Les vinyes de Leonardo van ser dividides entre Salai, un altre alumne i deixeble molt apreciat per Leonardo que havia entrat al seu servei a l'edat de 15 anys, i el seu servent Battista di Vilussis. El terreny fou llegat als germans de Leonardo i la seva serventa va rebre un bonic abric negre.
La mort de Leonardo és també el començament de la dispersió i la pèrdua de dos terços dels cinquanta mil documents originals multidisciplinaris redactats en toscà antic i codificats per ell. Cada carnet, manuscrit, pàgina, croquis, dibuix, text i nota fou considerat plenament com una obra d'art. No han quedat més que uns tretze mil documents, dels quals una major part fou conservada a l'arxiu de Ciutat del Vaticà.

Vint anys després de la mort de Leonardo, Francesc I confessarà a l'escultor Benvenuto Cellini: 
| «                        | «Mai no hi ha hagut un altre home nascut al món que sabés tant com Leonardo, no tant en pintura, escultura i arquitectura, com en el fet que era un gran filòsof.» | » |
| — Mario Lucertini et al. | |   |

## Relacions i influències

### Leonardo a Florència: mestres i contemporanis

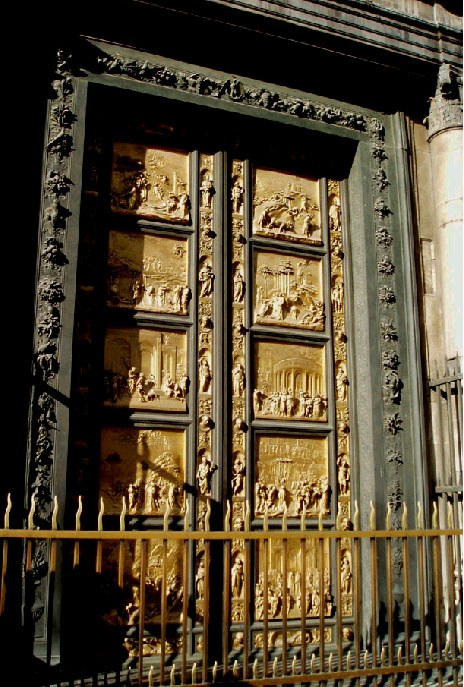
Les Portes del Paradís de Lorenzo Ghiberti (1425-1452), orgull dels artistes florentins, i en la qual uns quants d'ells van participar

El 1466, quan Leonardo començà el seu aprenentatge amb Andrea del Verrocchio, va morir el gran escultor Donatello, el mestre de Verrocchio. El pintor Paolo Uccello –que havia experimentat amb la perspectiva i va influir en el desenvolupament de la pintura dels paisatges–, ja era molt vell, i els pintors Piero della Francesca i Fra Filippo Lippi, l'escultor Luca della Robbia i l'arquitecte i escriptor Leon Battista Alberti tenien uns 60 anys. Els artistes més famosos de la generació següent foren Andrea del Verrocchio, Antonio Pollaiuolo i l'escultor Mino da Fiesole.
La joventut de Leonardo es desenvolupa en una casa de Florència plena d'obres d'aquests artistes i d'altres contemporanis de Donatello, com Masaccio, autor de frescs figuratius i realistes impregnats d'emoció, i Lorenzo Ghiberti, que destacà amb les Portes del Paradís, obra que mostra la complexitat de les composicions, ajuntant treballs arquitecturals i una gran cura pels detalls. Piero della Francesca va fer un estudi detallat de la perspectiva i fou el primer pintor a fer un estudi científic de la llum. Aquests estudis i els tractats de Leone Battista Alberti van exercir una gran influència sobre els joves artistes, i en particular sobre les mateixes observacions de Leonardo i les seves obres d'art.
La representació del nu de Masaccio mostrant Adam i Eva quan són expulsats del Paradís, amb Adam amb els seus genitals emmascarats per una fulla de vinya, creà una imatge molt expressiva de les formes humanes que influirà en la pintura posterior; hi ajudà el fet que potenciaven l'efecte de les tres dimensions mitjançant una utilització innovadora de la llum i l'ombra, efecte que Leonardo desenvoluparà en les seves obres. L'humanisme del Renaixement que influí en el David de Donatello és present en les pintures més tardanes de Leonardo, en particular en el Sant Joan Baptista.
En aquell temps, Florència era dirigida per Llorenç el Magnífic i el seu jove germà Julià, que el 1478 fou assassinat en la conspiració dels Pazzi. Lluís Maria Sforza, fou també contemporani seu; governà Milà entre 1479 i 1499 i Leonardo hi va col·laborar enviat com a ambaixador de la cort dels Mèdici. Igualment, fou com a representant dels Mèdici que Leonardo conegué antics filòsofs humanistes com Marsilio Ficino, partidari del neoplatonisme, i Cristoforo Landino, autor de comentaris sobre els llibres clàssics. També Giovanni Pico della Mirandola estava associat a l'acadèmia dels Mèdici. És famosa la frase que Leonardo escrigué en un costat d'un diari, «Els Mèdicis m'han fet i els Mèdicis m'han destruït», però el sentit d'aquest comentari continua sent motiu de discussió.
Encara que els tres grans artistes de l'alt Renaixement, Leonardo de Vinci, Miquel Àngel i Rafael, se citin com a contemporanis, cal tenir present que no foren de la mateixa generació. Leonardo tenia 23 anys quan va néixer Miquel Àngel, i 31 anys el dia del naixement de Rafael, que va morir el 1520, un any després que da Vinci. Miquel Àngel viuria encara quaranta-cinc anys més.

### Ajudants i alumnes

Salai fou el model del Sant Joan Baptista (1513-1516)

Gian Giacomo Caprotti da Oreno, anomenat «il Salaino» ('el petit diable') o Salai, va ser descrit per Vasari com «un graciós i bonic jove amb cabells fins i arrissats, del qual Leonardo estava molt content». Salai entrà al servei de Leonardo el 1490 a l'edat de 10 anys i la seva relació no fou fàcil. Un any més tard, Leonardo havia fet una llista dels delictes del noi, qualificant-lo de lladre, mentider, tossut i golafre; el «petit diable» havia robat diners i objectes de valor almenys cinc vegades, i havia gastat una fortuna en roba, en vint-i-quatre parells de sabates. Tot i així, val a dir que els quadernets de Leonardo d'aquells primers anys de la seva relació contenen moltes imatges de l'adolescent. Salai es va quedar al seu costat i va ser el seu servent i ajudant durant trenta anys.
El 1506, Leonardo pren com a alumne Francesco Melzi, un jove de 15 anys, fill d'un aristòcrata llombard. Melzi es converteix també en company de Leonardo i era considerat el seu alumne preferit. Marxà a França amb Leonardo i Salai, i es quedà amb ell fins a la seva mort. El 1518, Salai deixà França per tornar a Milà, on va construir una casa en una vinya de Leonardo, propietat que finalment li va llegar. El 1525, Salai morí de manera violenta, o bé assassinat o per participar en un duel.
Salai pintà un cert nombre de quadres sota el nom d'Andrea Salai, però, encara que Giorgio Vasari pretén que Leonardo «li va ensenyar moltes coses sobre pintura», el seu treball és considerat com de menys valor artístic que el d'altres alumnes de Leonardo, com Marco d'Oggiono o Giovanni Antonio Boltraffio, que entraren al taller de Leonardo quan havia retornat a Milà. Altres alumnes menys coneguts en foren Ambrogio de Predis, Bernardino dei Conti, Francesco Napoletano i Andrea Solario.
El 1515, Salai pintà una versió nua de La Gioconda, anomenada Monna Vanna. A la seva mort, el 1525, La Gioconda que pertanyia a Salai estava valorada en unes cinc-centes cinc lires, que era un valor molt elevat per a un retrat de mida petita.

### Vida personal

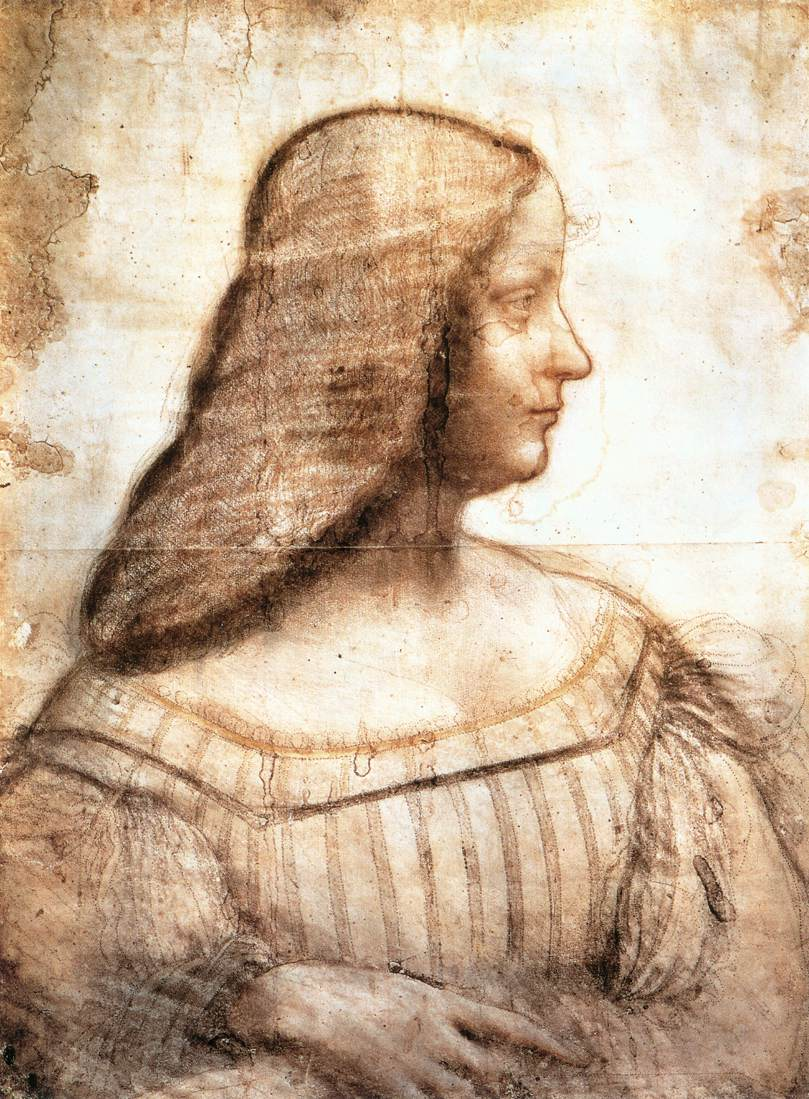
Estudi per a un retrat d'Isabel d'Este (c. 1500) l'única amiga coneguda de Leonardo

Leonardo va tenir molts amics, de renom en els seus àmbits respectius. Entre ells, destaquen el matemàtic Luca Pacioli–amb qui va col·laborar en un dels seus llibres–, Cèsar Borja –al servei del qual va estar dos anys–, Lorenzo de Mèdici, i el metge Marcantonio della Torre. Va coincidir amb Nicolau Maquiavel, amb qui més tard mantindrà una estreta amistat, i Miquel Àngel, amb qui va mantenir una gran rivalitat. També cal citar Franchino Gaffurius i l'arquitecte Jacopo Andrea da Ferrara, fins al seu assassinat. Cal deixar de banda l'amistat amb Isabel d'Este, l'única dona que es coneix amb la qual Leonardo va mantenir una estreta relació. En el transcurs d'un viatge que el va portar a Màntua, li va fer un retrat, que sembla que va ser utilitzat com una preparació a una pintura desapareguda.
Més enllà de l'amistat, Leonardo guardà en secret la seva vida privada. Com descriu Vasari, les seves capacitats extraordinàries d'invenció, la seva «excepcional bellesa física», la seva «gràcia infinita», la seva «gran força i generositat», la «formidable amplitud del seu esperit» han atiat la curiositat de molta gent. Nombrosos autors han especulat sobre diferents aspectes de la personalitat de Leonardo. La seva sexualitat ha estat sovint l'objecte d'estudis, d'anàlisis i d'especulacions. Aquesta tendència va començar a mitjans del segle xvi i es va incrementar durant els segles xix i xx, i en destaquen els estudis que va fer Sigmund Freud.
Les relacions més íntimes les establí amb els seus alumnes Salai i Francesco Melzi. Melzi ha escrit que els sentiments de Leonardo eren una barreja d'amor i de passió. Ha estat descrit des del segle xvi que aquestes relacions eren d'un caràcter eròtic i, des de llavors, s'ha escrit molt sobre la seva presumpta homosexualitat i del paper d'aquesta sexualitat en el seu art, en particular en la impressió andrògina i eròtica que es manifesta en Bacus, i més explícitament en un cert nombre dels seus dissenys.
Leonardo fou un apassionat de la natura i dels animals, fins al punt de ser vegetarià i d'arribar a comprar ocells engabiats tan sols per poder deixar-los en llibertat. Fou també molt bon músic.
S'ha admès que Leonardo era esquerrà i ambidextre, la qual cosa explicaria el seu ús de l'escriptura especular.

## Artista

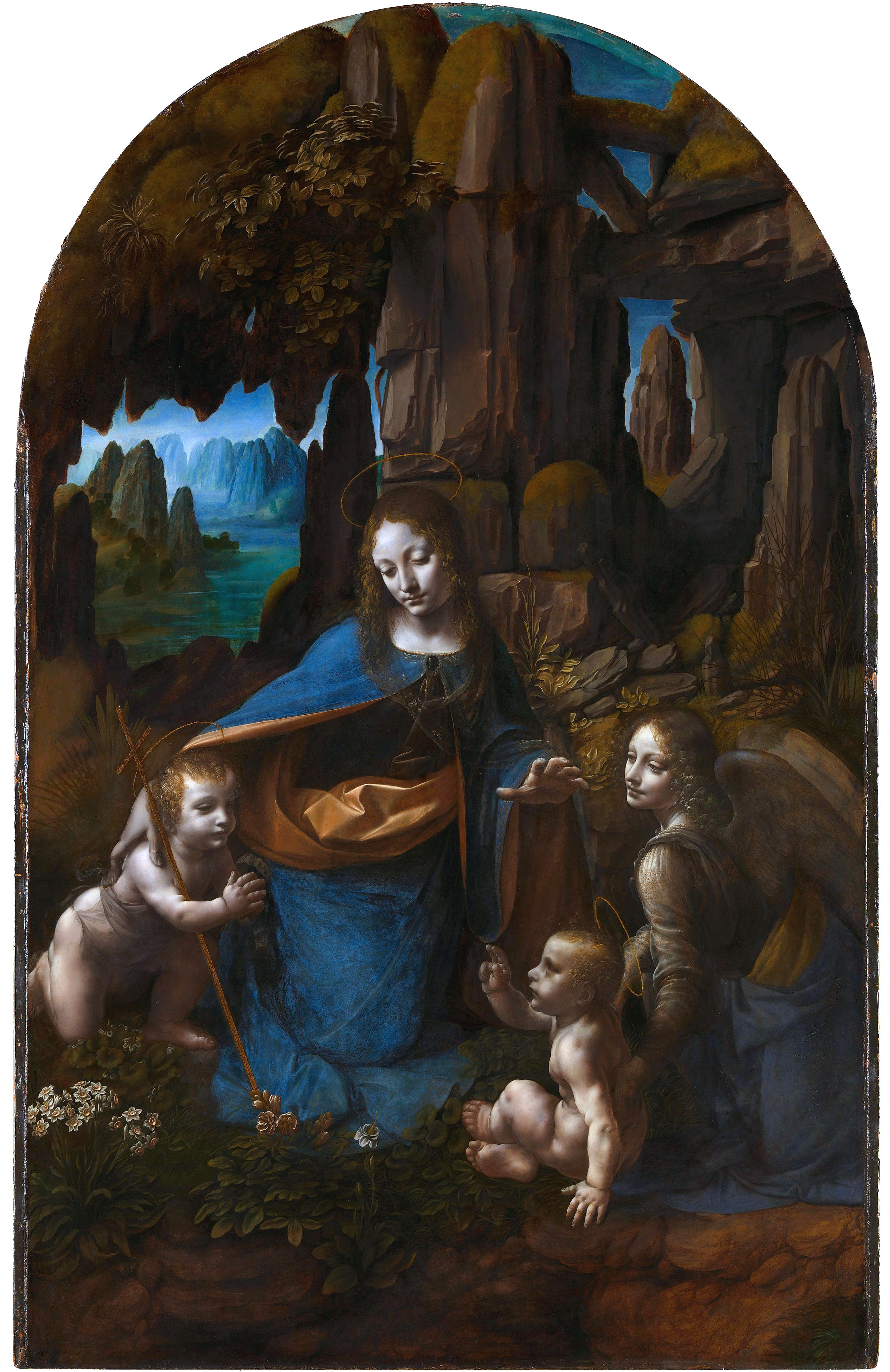
Mare de Déu de les roques, 1483-1486 i 1495-1508 (dues versions que mostren una innovadora iconografia que serà àmpliament utilitzada)

Malgrat la relativa presa de consciència i l'admiració que ha despertat Leonardo com a científic i inventor en els darrers anys, la seva fama ha descansat sobre les seves creacions com a pintor d'unes quantes obres, autentificades o que se li atribueixen, que han estat considerades com a grans obres mestres del patrimoni universal.
Les seves pintures són cèlebres. D'una banda, han estat copiades i imitades pels estudiants, i de l'altra han estat el centre de debat i controvèrsia entre els especialistes. Entre les qualitats, cal destacar les tècniques pictòriques innovadores que va emprar, el sentit de la composició i l'ús subtil dels esfumats de colors, el coneixement profund de l'anatomia humana i animal, de la botànica i la geologia, la utilització que feia de la llum, l'interès per la fisonomia, la capacitat de reflectir la manera com els humans utilitzen el registre de les emocions i les expressions gestuals. Dominava sobretot la tècnica del «sfumato» i la combinació d'ombres i llums. Totes aquestes qualitats apareixen reunides en obres com La Gioconda, L'Última Cena i La Mare de Déu de les roques.
Leonardo va realitzar nombrosos retrats de dones, però tan sols es coneix un retrat d'home, el d'un músic. Se li presta sovint la frase següent: «El personatge més digne d'elogis fou el que, pel seu moviment, tradueix millor les passions de l'ànima», que explica bé el seu pensament de pintor. Tanmateix, també va dibuixar esbossos caricaturescs dels seus contemporanis en la moda de l'art grotesc.
En els seus dibuixos i les seves pintures, introdueix una concepció innovadora amb relació a la perspectiva. Ell considerava que les arts pictòriques formen part d'una ciència, i tenia molt d'interès pels fonaments científics i el control racional de la pintura. Però la utilització, sovint suposada, del nombre d'or en la seva obra no ha estat verificada. El seu treball sobre les proporcions en el dibuix de l'Home de Vitruvi, es limita a l'ús de fraccions d'enters.

### Obra artística

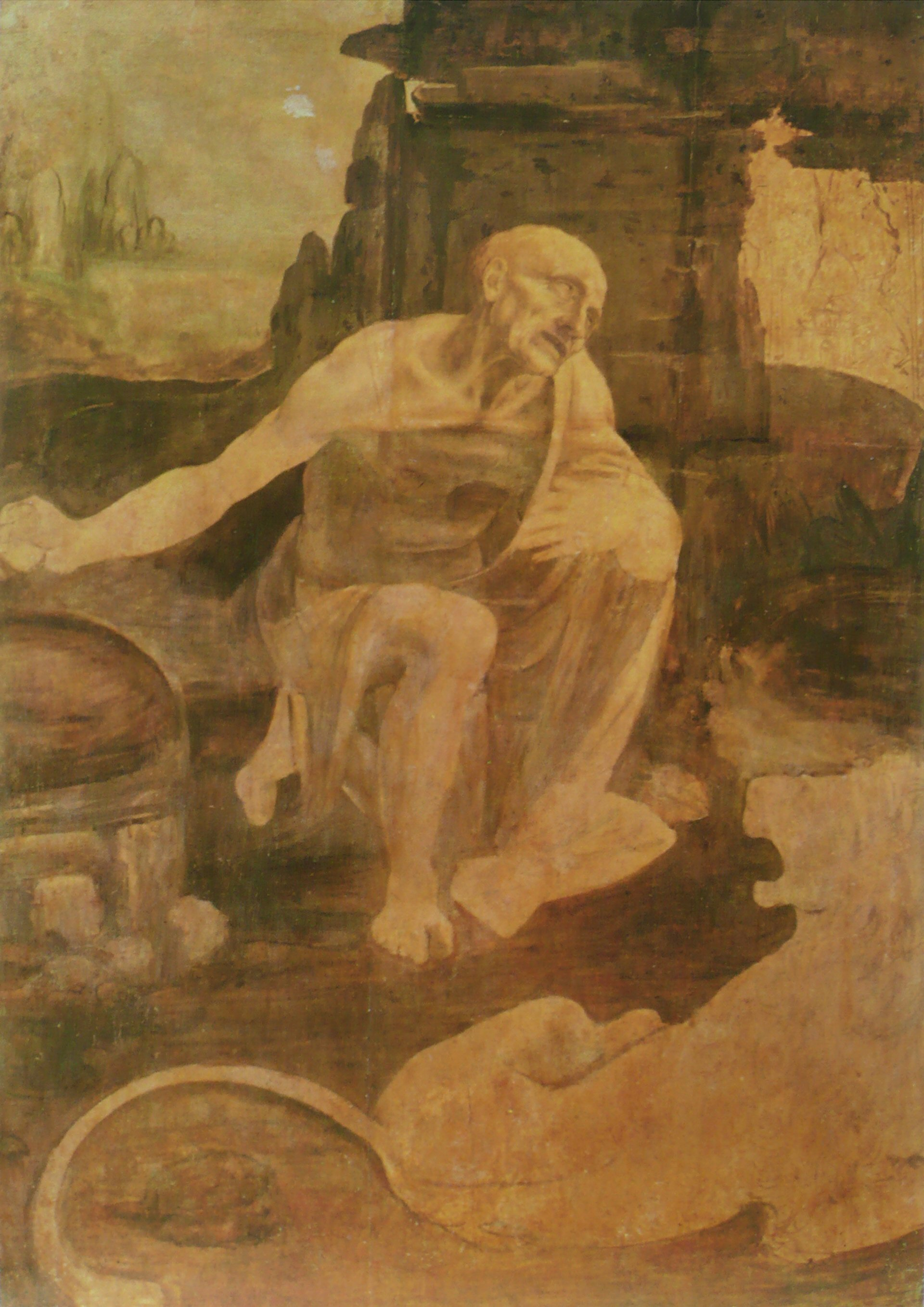
La pintura inacabada de Sant Jeroni al desert (cap a 1482)

El primer treball de Leonardo que es coneix és una part del Baptisme de Crist d'Andrea del Verrocchio i els seus alumnes. Una altra pintura sembla datar d'aquest període, que és L'Anunciació.
En la dècada del 1480, Leonardo rep dos grans encàrrecs i comença a treballar per a una altra obra que fou igualment d'una gran importància en termes de composició. Malauradament, dues de les obres no van ser mai acabades, i la tercera fou sotmesa a unes llargues negociacions sobre l'acabament i el pagament.
Un d'aquests quadres fou el Sant Jeroni al desert. Liana Bortolon associa aquest quadre a un període difícil de la vida de Leonardo; els signes de la malenconia es poden llegir al seu diari: «Pensava que aprenia a viure; aprenia només a morir.»
La fixació audaç i innovadora de la composició de Sant Jeroni, amb els elements del paisatge i el drama personal, apareix igualment en una altra gran obra inacabada, l'Adoració dels Mags, un encàrrec dels frares de San Donato a Scopeto. Fou un quadre molt complex, i Leonardo va realitzar nombrosos dibuixos i estudis preparatoris, incloent-hi un de molt detallat per a la perspectiva lineal d'una ruïna d'arquitectura clàssica que serveix de fons a l'escena. Però, el 1482, a petició de Lorenzo de Mèdici, Leonardo marxa a Milà per tal de guanyar els favors de Lluís Maria Sforza. Abandona, ja que, el seu quadre.
La tercera obra important d'aquest període fou La Mare de Déu de les roques, que va ser un encàrrec de la confraria de la Immaculada Concepció de Milà. La pintura havia d'omplir un gran retaule ja construït, i tingué una elaboració quasi tan complexa com l'Adoració dels Mags, tot i tenir només quatre personatges, i en descriu un paisatge en lloc d'un fons arquitectònic. El quadre va poder ser acabat; es van fer dues versions de la pintura: la que ha quedat a la capella de la confraria, i una segona versió feta alguns anys més tard, amb l'afegitó de les aurèoles i el bastó de Joan Baptista.
Entre 1495 i 1498 Leonardo pinta L'Última Cena, que representa l'últim àpat compartit per Jesús amb els seus deixebles; va ser executada directament sobre un mur del convent de Santa Maria delle Grazie a Milà. Treballava de l'alba al crepuscle sense ni parar per menjar, per deixar de fer-ho els tres o quatre dies següents, fet que va topar amb la incomprensió del prior del convent. És una obra mestra en la seva concepció i caracterització, que ha rebut l'admiració d'artistes de la talla de Rubens i de Rembrandt. L'obra ha hagut de ser restaurada constantment a causa de la tècnica utilitzada per Leonardo; al cap d'un temps, ja va ser descrita per un testimoni com una obra «totalment feta malbé». Malgrat tot, és una de les obres d'art més reproduïdes.
Entre 1503 i 1506 treballa en un petit retrat, La Gioconda, probablement el quadre més famós de la pintura occidental. És conegut, en particular, per l'imperceptible somriure de la dona, la dama Lisa Gherardini, esposa de Francesco del Giocondo. Va ser un quadre molt estimat per Leonardo i que tingué amb ell fins a la seva mort. L'estat de conservació destacable i el fet que no hi hagi cap signe visible de reparacions o de sobrecapes repintades és un fet molt rar en una pintura d'aquesta època.
Una altra obra destacable n'és La Mare de Déu i l'infant amb santa Anna, pintada cap al 1510, i que ha estat copiat moltes vegades. L'obra va influir sobre Miquel Àngel, Rafael i Andrea del Sarto, i mitjançant aquests, sobre Pontormo i Antonio da Correggio. L'estil de la composició ha estat adoptat en particular per pintors venecians com Tintoretto i Paolo Veronese.

### Dibuixos i croquis

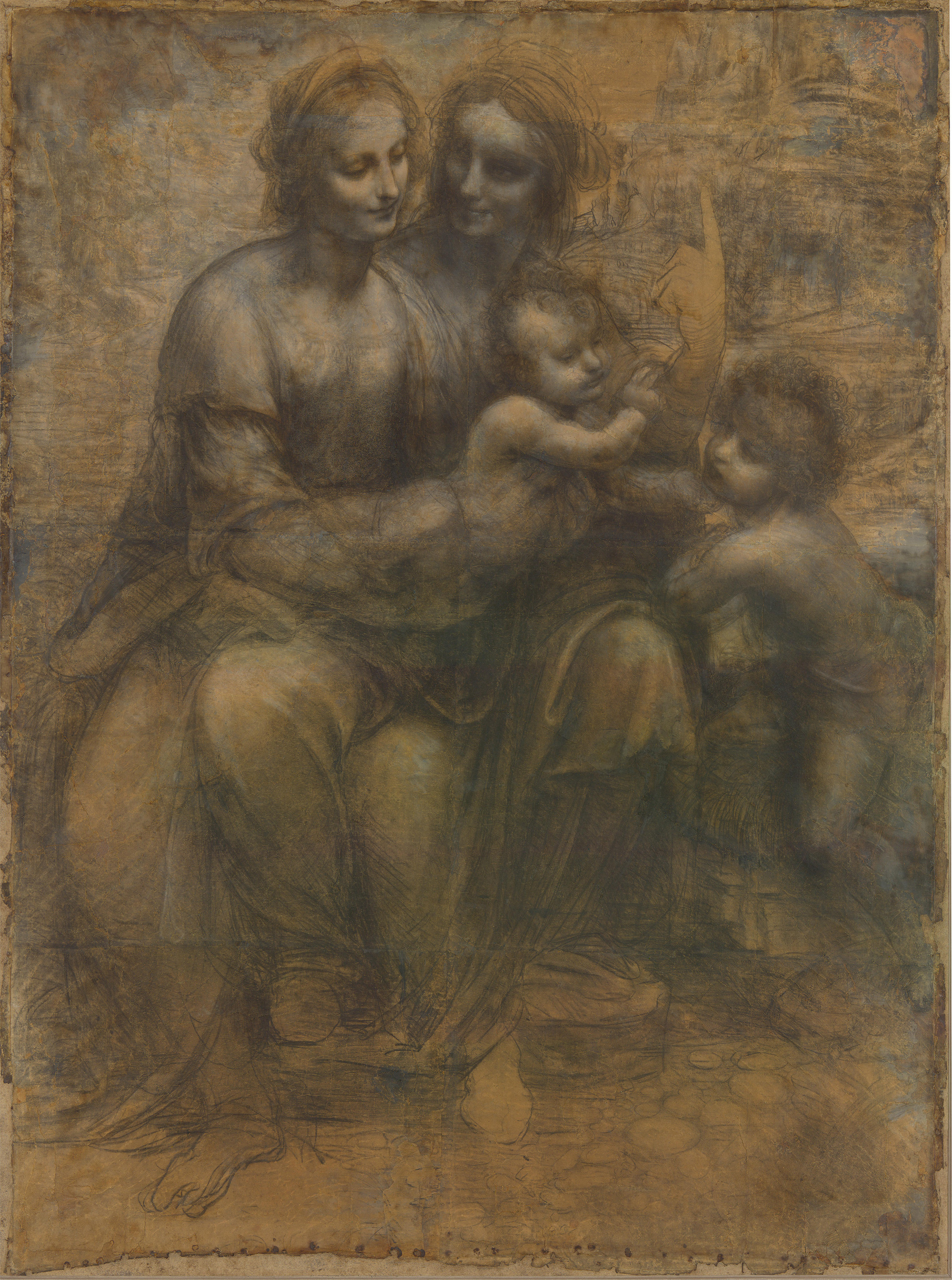
El dibuix La Mare de Déu i l'infant amb santa Anna i sant Joan Baptista és el que queda d'un quadre sobre santa Anna probablement desaparegut

Leonardo no va ser un pintor prolífic però, en canvi, va ser un dibuixant molt productiu; va arribar a omplir els seus diaris de petits croquis i dibuixos molt detallats per tal de deixar constància de tot el que li havia atret l'atenció. A més de les seves notes, existeixen nombrosos estudis de les seves pintures, dels quals alguns són esbossos preparatoris d'obres com Adoració dels Mags, La Mare de Déu de les roques i L'Última Cena. El seu primer dibuix datat fou Paisatge de la vall de l'Arno del 1473, en què es pot observar el riu, les muntanyes, el castell Montelupo i, més enllà, les explotacions agrícoles fetes amb gran detall.
Entre els dibuixos més cèlebres hi ha l'Home de Vitruvi, un estudi de les proporcions del cos humà, el Cap de l'àngel, La Mare de Déu de les roques i La Mare de Déu i l'infant amb santa Anna i sant Joan Baptista, que fou un gran dibuix (160 x 100 cm) en guix blanc i negre sobre un paper de color; en què utilitza la tècnica subtil del sfumato. Aquest tema de santa Anna, juntament amb el de la Sagrada Família, predominarà en l'obra de Leonardo del 1500 al 1517. No sembla que Leonardo hagués fet cap pintura a partir d'aquest dibuix, però un quadre bastant proper n'és La Mare de Déu i l'infant amb santa Anna.
Entre altres dibuixos d'interès, cal destacar nombrosos estudis «caricaturescos» que, encara que exagerats, semblen estar basats en l'observació de models vius. Vasari refereix que, quan Leonardo veia una persona que tenia una cara interessant, la seguia durant tot el dia per poder observar-la i dibuixar-la amb deteniment. També existeixen nombrosos estudis de joves de gran bellesa, amb una cara poc habitual, característica de l'anomenat «perfil grec», perfil característic de moltes estàtues gregues; s'han associat a Salai. Leonardo havia pintat Salai portant diferents vestits i disfresses; cal recordar que Leonardo era famós per haver creat decoracions i vestimentes per a processons tradicionals. Altres dibuixos, sovint minuciosos, mostren estudis sobre robes. Un altre exemple de la curiositat de Leonardo és un dibuix de Bernardo di Bandino, un dels assassins de Julià de Mèdici en la conspiració dels Pazzi, després de ser penjat en una de les finestres del palazzo del Capitano di Giustizia de Florència, el 29 de desembre del 1479.

## Científic, inventor i pensador
El mètode de Leonardo consistia en la investigació a partir de dades avaluades i el seu interès pels instruments de mesura ho testimonia. Aquestes dades eren relativament fàcils d'obtenir, per exemple, en el cas bigues en flexió, però eren molt més complicades en l'àmbit dels arcs o de la maçoneria. Aquesta investigació desenfrenada de l'exactitud era coherent amb la divisa de Leonardo: «Hostinato rigore» ('obstinat rigor').
D'aquesta manera, Leonardo va arribar a poder plantejar problemes en termes generals. Cercava coneixements globals que fossin aplicables a tots els casos, i servissin com a mitjans d'acció sobre el món material. Per descomptat, la seva «ciència tècnica» era fragmentària, i tot i que arribà a relacionar un cert nombre de problemes particulars, hi manca encara la visió del conjunt que assoliran els seus successors.
Leonardo tenia una capacitat de racionalitzar desconeguda fins llavors en els artistes i els tècnics. Harald Höffding presenta el seu pensament com una barreja d'empirisme i de naturalisme. Per a Leonardo, «la saviesa és la filla de l'experiència», que és la que permet verificar constantment les seves intuïcions i teories, ja que «l'experiència no enganya mai; són els judicis que s'equivoquen prometent efectes que no són causats per les experimentacions».

### Diaris i notes

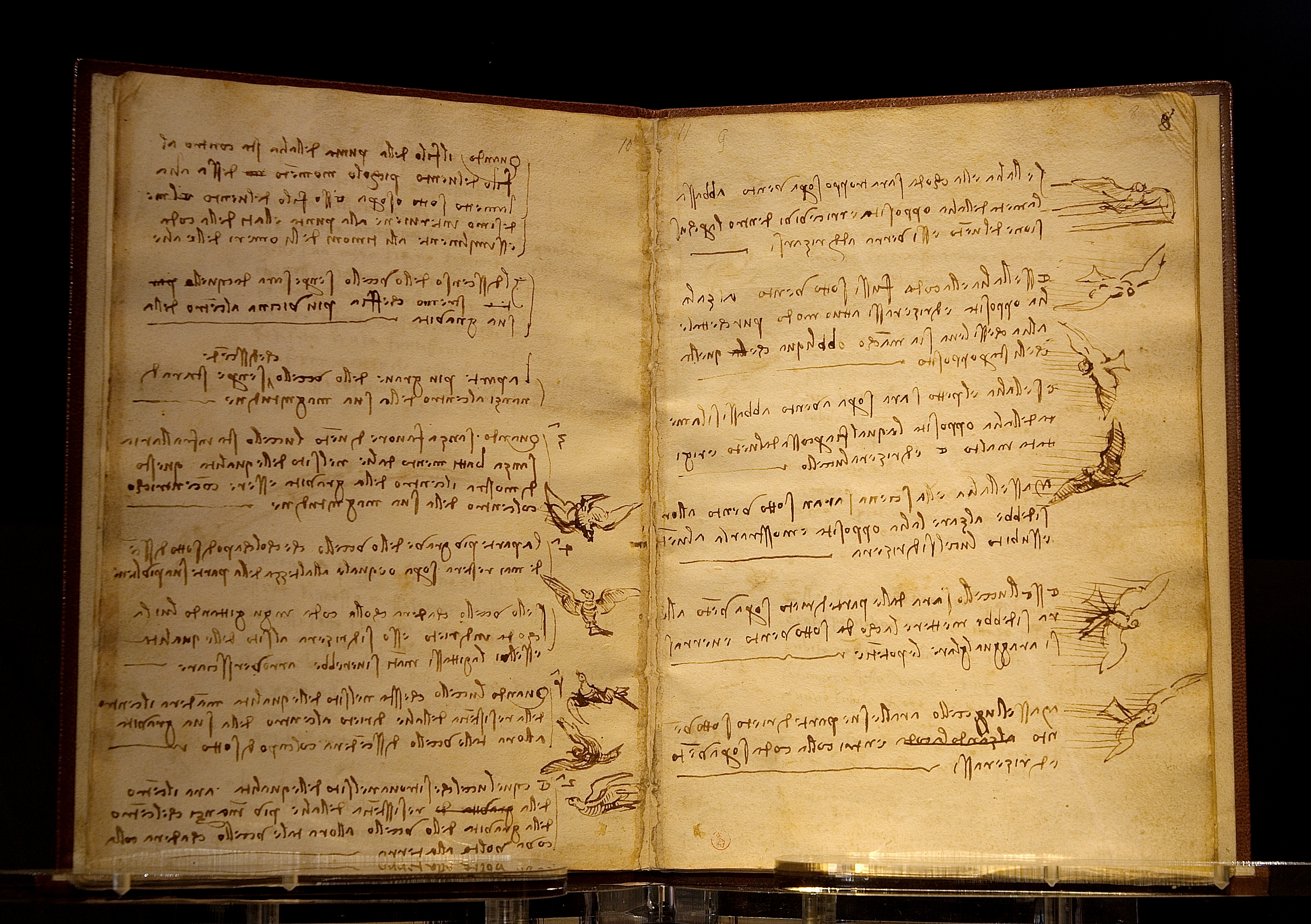
Còdex del vol dels ocells, redactat en escriptura especular l'any 1505

L'humanisme del Renaixement no relacionava les ciències i les arts. Tanmateix, els estudis de Vinci en ciències i en enginyeria foren tan impressionants i innovadors com el seu treball artístic. Aquests estudis quedaren enregistrats en quaderns de notes que comprenen unes tretze mil pàgines d'escrits i dibuixos, en què es tracta l'art i la filosofia natural, la base de la ciència moderna. Aquestes notes són el producte d'un treball quotidià, sistemàtic i rigorós, que Leonardo realitzà durant tota la vida. Contínuament feia observacions del món que l'envoltava, conscient i orgullós de ser, com es definia, un «home sense lletres», autodidacte i clarivident en relació als fenòmens naturals; coneixements que generalment no s'ensenyaven a l'escola.
La majoria d'aquests diaris foren redactats en escriptura especular, també anomenada «escriptura en mirall». La raó pot haver estat més una necessitat pràctica, per ser més ràpida, que per raons de xifratge com sovint s'ha suggerit. Com que Leonardo era esquerrà, li devia ser més fàcil escriure de dreta a esquerra.

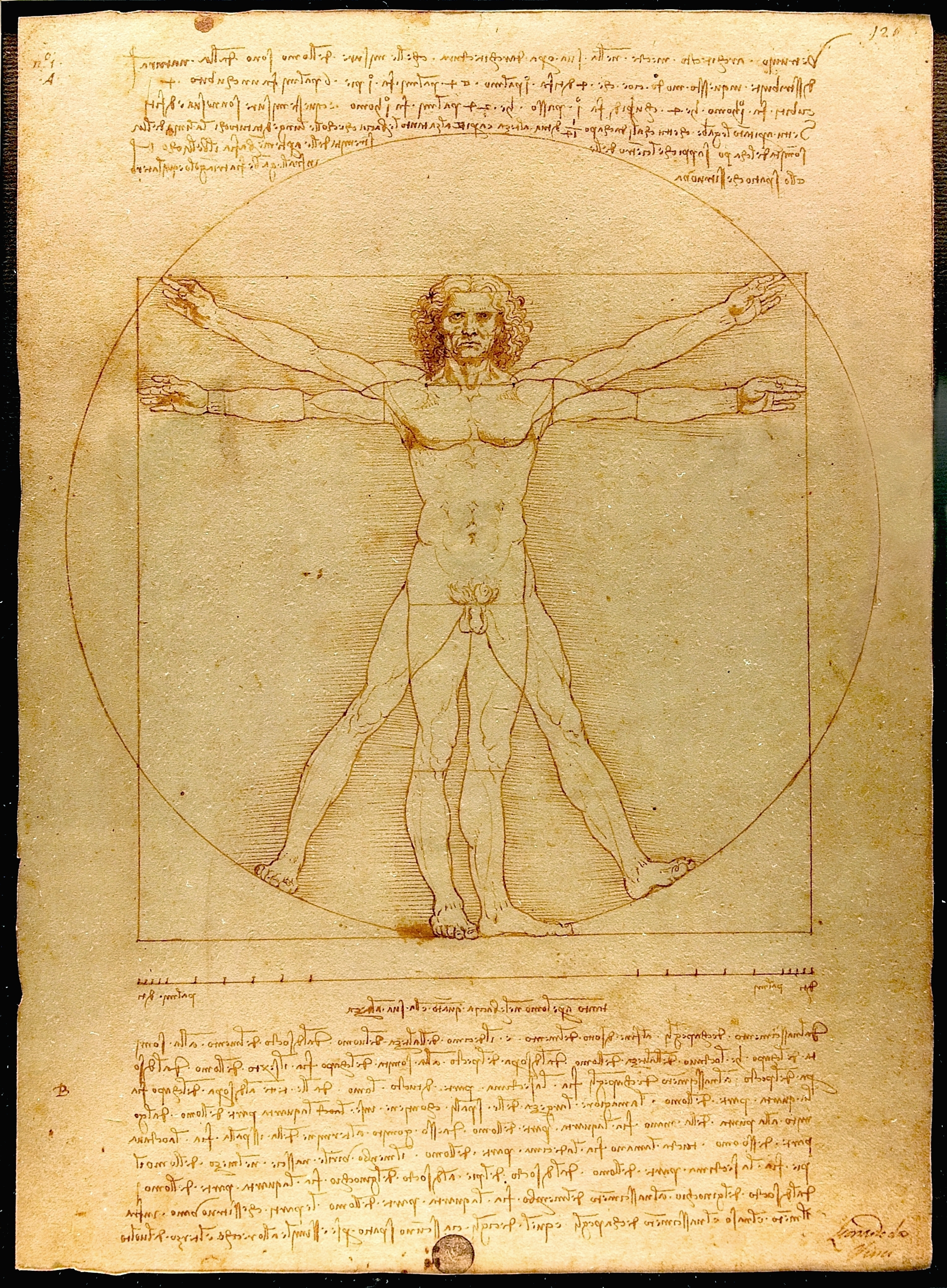
Home de Vitruvi, un estudi de les mesures humanes

Les seves notes i dibuixos, datats els més antics el 1475, mostren una gran varietat d'interessos i preocupacions, però també hi ha algunes llistes personals, com la de la botiga de comestibles o la dels seus deutors. Hi ha composicions preparatòries de les seves pintures, dibuixos de robes, de cares i d'emocions, d'animals, de nadons, de disseccions realitzades, estudis botànics i geològics, gràfics de màquines de guerra, de màquines voladores i també treballs arquitectònics.
Aquests quaderns de notes, que inicialment eren fulls de diferents mides i tipus, van ser repartits després de la seva mort. Actualment, formen part d'importants col·leccions en institucions com el castell de Windsor, el Museu del Louvre, la Biblioteca Nacional d'Espanya, la Biblioteca Ambrosiana de Milà, al Victoria and Albert Museum i a la British Library. El Còdex Leicester és l'únic treball científic important de Leonardo que forma part d'una col·lecció privada, la de Bill Gates.
Els diaris de Leonardo sembla que estaven destinats a ser publicats, ja que molts fulls tenen una disposició i un ordre que facilitarien l'edició. En nombrosos casos, un sol tema, per exemple, el cor o el fetus humà, és tractat amb molt de detall i relacionant les paraules i les imatges en una sola pàgina. Aquest tipus d'organització minimitza la pèrdua de dades quan les pàgines queden barrejades o són destruïdes. No se sap per què aquests diaris no van ser publicats en vida de Leonardo.
Pel que es dedueix a partir del contingut dels seus quaderns, sembla que hauria pogut publicar una sèrie de tractats sobre diversos temes. Moltes vegades esmenta un projecte d'un tractat de l'aigua. Un tractat d'anatomia va ser vist pel secretari del cardenal Lluís d'Aragó, en el transcurs d'una visita, el 1517. Estudis seus sobre anatomia, la llum i paisatges, van ser reunits pel seu alumne Francesco Melzi i, finalment, van ser publicats a Itàlia el 1651, molt de temps després de la seva mort, amb el nom de Tractat de pintura per Leonardo de Vinci. A França, es va publicar més tard i en cinquanta anys se'n van fer seixanta-dues edicions; per això, s'ha considerat Leonardo com «el precursor del pensament universitari francès sobre art».

### Estudis científics

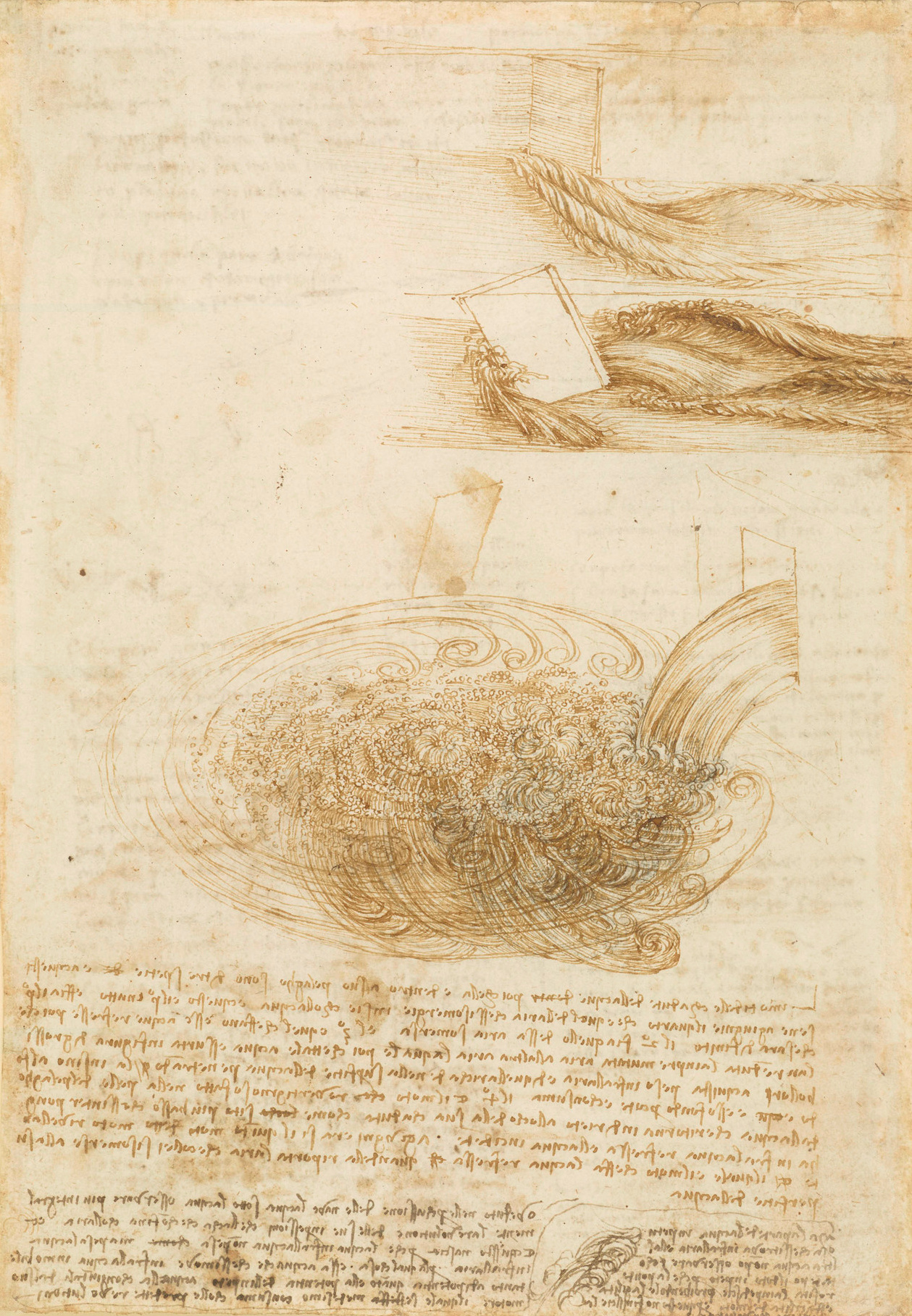
Estudi sobre les turbulències

El mètode científic de Leonardo es basa fonamentalment en l'observació; si «la ciència fou el capità, la pràctica fou el soldat». La seva ciència, les seves investigacions científiques no es refereixen exclusivament més que a allò que ha estat acompanyat de la pràctica. Leonardo va intentar comprendre els fenòmens descrivint-los i il·lustrant-los amb molt de detalls, no insistint massa en les explicacions teòriques. Els seus estudis sobre el vol dels ocells o el moviment de l'aigua són molt destacables. Com que li mancava formació bàsica en llatí i en matemàtiques, els investigadors contemporanis van ignorar el savi Leonardo, tot i que va arribar a aprendre el llatí tot sol.
En la dècada del 1490, estudià matemàtiques tot seguint Luca Pacioli i va realitzar una sèrie de dibuixos de sòlids regulars en una forma esquelètica per tal que formessin part del llibre Divina Proportione (1509). Estava fascinat per la idea de l'absolut i de l'universal. Tanmateix, la seva cultura matemàtica era fonamentalment pràctica, amb les limitacions pròpies dels abacistes del seu temps, amb alguns coneixements de la geometria euclidiana, de perspectiva i de mecànica, en la línia del que sabien els teòrics del seu temps. Tot i així, Leonardo concebé un instrument amb un sistema articulat destinat a permetre una solució mecànica per al problema d'Alhazen, una qüestió essencialment tècnica, que testimonia un coneixement aprofundit de les propietats de la cònica.
El seu nivell de la física fou bastant limitat; no fou mai artiller i no proposà cap teoria relativa a la balística. Tanmateix, com ho testifiquen alguns dels seus esquemes, Leonardo potser va intuir, com es podia observar en un brollador d'aigua, que no existia cap part rectilínia en la trajectòria d'un projectil d'artilleria, contràriament del que es creia en aquell temps. Però no va aprofundir en una via que Tartaglia i Benedetti desenvoluparen i que culminà Galileu.
Va estudiar, per descomptat, el que envolta la llum i temes d'òptica; i en hidrologia, l'única llei que va arribar a formular tingué relació amb els cursos d'aigua. Pel que fa a l'àmbit de la química, cal destacar la posada a punt d'un alambí, i algunes investigacions sobre alquímia que va practicar a Roma.
Si, en arquitectura, Alberti o Francesco di Giorgio es van preocupar per la solidesa de les bigues, no ho van fer des de formulacions matemàtiques com Leonardo, que s'interessà pel problema de la flexió i aconseguí definir "lleis" encara imperfectes; per exemple, amb relació a la línia elàstica en el cas de bigues de seccions diferents. Així, eliminava el mòdul elàstic i el moment de força al qual havia al·ludit tanmateix Jordanus Nemorarius.

### Anatomista i naturalista

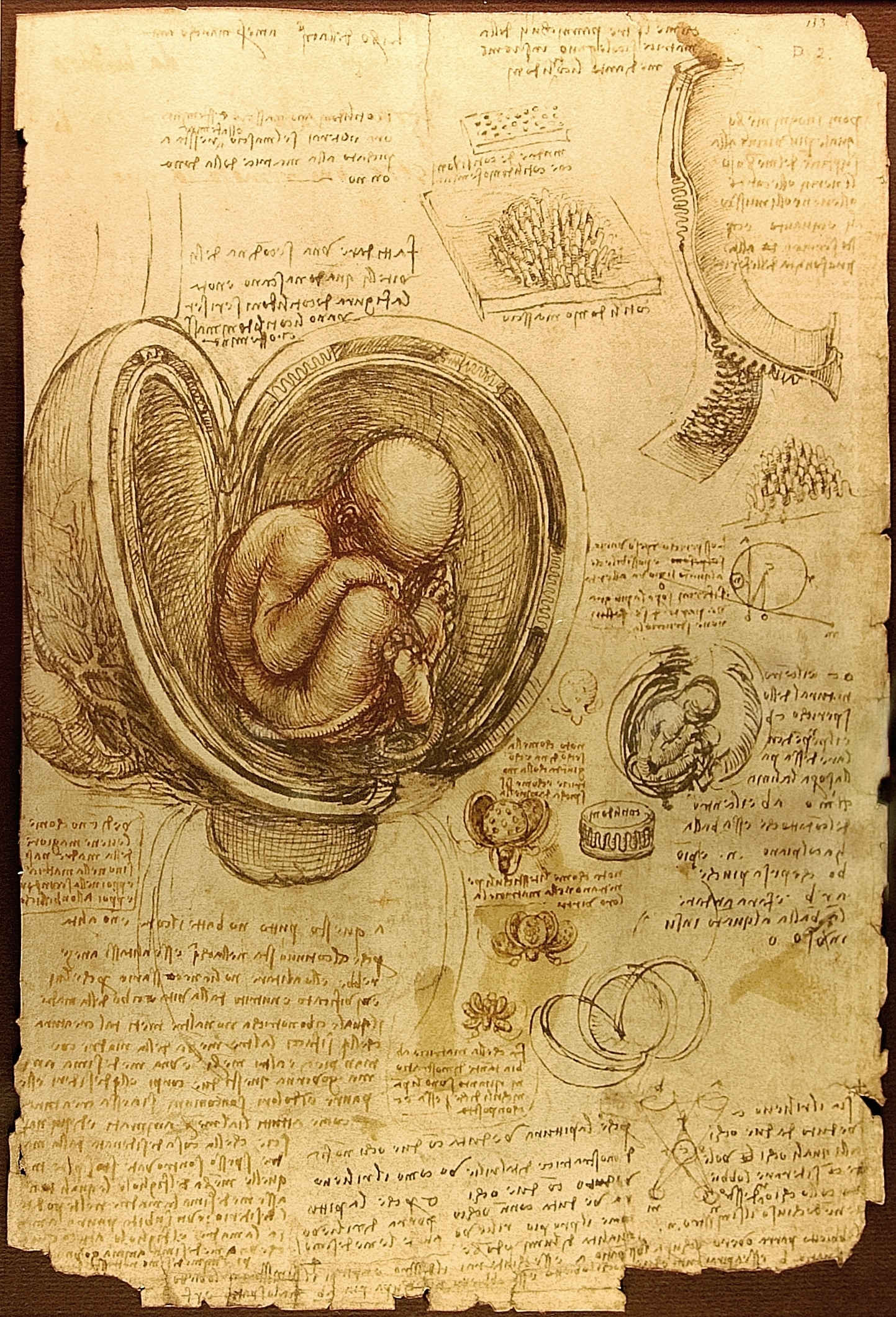
Estudi sobre l'embrió humà (1510-1513)

La formació inicial de Leonardo sobre anatomia humana va començar mentre aprenia amb Andrea del Verrocchio, qui insistia en el fet que tots els seus alumnes tinguessin coneixements d'anatomia. Com a artista, aviat va ser un mestre de l'anatomia topogràfica, i realitzà nombrosos estudis sobre músculs, tendons i altres característiques anatòmiques visibles.
Posà les bases de l'anatomia científica, dissecant sobretot cadàvers de criminals en la més estricta discreció, per evitar l'actuació de la Inquisició. Les condicions de treball foren particularment penoses a causa dels problemes d'higiene i de conservació dels cossos. Com a artista reconegut, va rebre l'autorització per dissecar cadàvers humans a l'hospital de Santa Maria Nuova de Florència i, més tard, als hospitals de Milà i de Roma. Del 1510 al 1511, va col·laborar amb el metge Marcantonio della Torre i, junts, van compilar un conjunt d'investigacions sobre anatomia amb més de dos-cents dibuixos de Leonardo; foren publicats sota el nom enganyós de Tractat de pintura, el 1680.
Va realitzar molts dibuixos sobre anatomia humana, d'ossos, músculs i tendons, del cor i el sistema vascular, del sistema reproductiu i altres òrgans interns, i gràfics sobre l'acció de l'ull. Aquestes observacions contenen de vegades inexactituds degudes als coneixements de l'època. Va realitzar un dels primers dibuixos d'un fetus dins l'úter, i la primera comprovació científica coneguda de la rigidesa de les artèries en resposta a una crisi cardíaca. Com a artista, Leonardo va observar de prop els efectes de l'edat i de l'emoció humana sobre la fisiologia, estudiant en particular els efectes de la ràbia. Ha dibuixat igualment nombrosos models, dels quals alguns amb importants deformacions facials o signes visibles de malaltia.
També va estudiar l'anatomia de nombrosos animals. Va dissecar vaques, ocells, simis, ossos i granotes, comparant l'estructura anatòmica d'aquests animals amb la de l'ésser humà. També va fer estudis sobre els cavalls.
L'any 2011 es va anomenar una espècie mineral en honor seu, la davinciïta, un mineral de la classe dels silicats.

### Enginyer, inventor i arquitecte

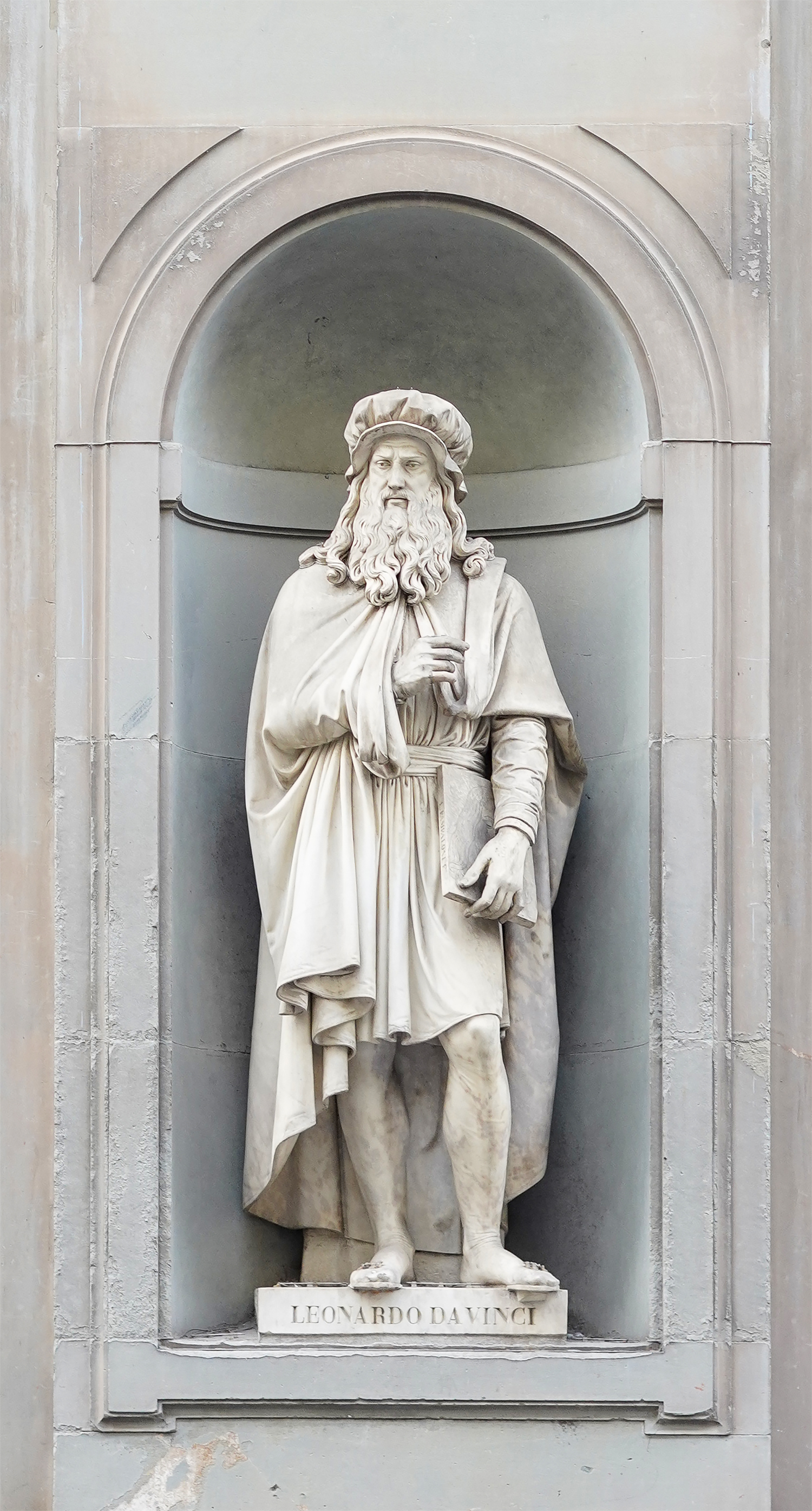
Estàtua de Leonardo a la Piazzale degli Uffizi de Florència

Leonardo ha estat considerat el precursor de moltes màquines modernes; però, més enllà de constatar la força creativa de l'autor, el funcionament real de la màquina no devia ser el seu objectiu principal. Com el frare Eilmer de Malmesbury, al segle xi, que havia oblidat de posar una cua a la seva màquina volant, els invents de Leonardo xoquen amb nombroses dificultats: l'helicòpter volaria com una baldufa o l'escafandrista s'asfixiaria. En aquests dibuixos, no apareix plantejat mai el problema de la força motriu.
En una carta adreçada a Lluís Maria Sforza, explica que és capaç de construir tota mena de màquines, tant per a la protecció de la ciutat com per realitzar setges. Quan, el 1499, va marxar a Venècia, va treballar d'enginyer i va desenvolupar un sistema de barreres mòbils per protegir la ciutat contra els atacs terrestres. És destacable, també, el projecte de desviar el riu Arno per tal d'irrigar els camps toscans, de facilitar el transport i, també, amb la funció de dificultar el proveïment marítim de Pisa, la rival de Florència.
Els seus invents, alguns pràctics i realistes, es concreten sobretot en dissenys de bombes hidràuliques, de mecanismes amb maneta, d'ales per als obusos de morter o un canó de vapor; també el submarí, diversos autòmats, el carro de combat, l'automòbil, flotadors per a caminar sobre l'aigua, la concentració d'energia solar, la calculadora, l'escafandre amb casc, el doble casc dels vaixells o el rodament mecànic. L'atribució de la invenció de la bicicleta és controvertida.
Cal considerar que molts d'aquests invents es van basar en propostes dels seus predecessors, com la turbina hidràulica de Francesco di Giorgio o la cadena articulada per a la transmissió dels moviments de Taccola, o recollien l'herència d'una tradició més antiga, com el martinet hidràulic, que ja era conegut al segle xiii, els sifons i aqüeductes ja coneguts per Sext Juli Frontí, o els autòmats de diversió descrits pels mecànics grecs.
Fou un dels primers a interessar-se per les aplicacions mecàniques del metall, i en particular de l'or, més mal·leable que altres materials. D'altra banda, la seva capacitat d'observació i el seu coneixement tècnic l'impulsaren a inventar màquines tèxtils, que podien ajudar en la part del procés en què existia una regularitat en els moviments. Propostes com una màquina de cardar i una de tallar llençols converteixen Leonardo en un pioner pel que fa a l'impuls de la mecanització en l'àmbit de la fabricació industrial. També cal destacar la màquina de polir miralls, que suposava una solució per a poder obtenir més fàcilment superfícies regulars, planes o còncaves, i que va crear durant la seva estada a Roma. Paradoxalment, Leonardo es va interessar poc per invents que amb la perspectiva actual van ser molt importants, com la impremta, tot i que existeix algun gràfic seu d'una premsa d'imprimir.
El 1502, Leonardo dibuixà un pont de dos-cents quaranta metres en el marc d'un projecte civil per al soldà otomà Baiazet II. El pont anava destinat a salvar la desembocadura de Bòsfor o «Corn d'Or», però Beyazid no recolzà el projecte, ja que el considerà irrealitzable. La visió de Leonardo ha estat doblement ressuscitada:
- el 2001, un petit pont basat en la seva idea, ha estat construït a Noruega.
- el 17 de maig del 2006, el govern turc ha decidit construir el pont de Leonardo al Corn d'Or.[82]

A Leonardo, l'interessà molt el vol i produí nombrosos estudis sobre aquest fenomen inspirant-se en els ocells i realitzant plànols de diversos aparells de vol, com l'helicòpter que anomenà la "vis aèria", el paracaigudes i l'ala delta. La majoria eren irrealitzables, però l'ala delta va ser construïda i, amb l'afegitó d'un estabilitzador, ha pogut volar amb èxit. Sembla probable que considerés que els sistemes més propers al vol del rat-penat tenien més potencial. Per als seus treballs va inventar també la manxa aerodinàmica.
Al museu del Clos Lucé, a Amboise, a Il Castello, al castell del comte Guidi de Vinci, i al Museu de les Ciències i de les Tècniques Leonardo de Vinci de Milà, hi ha nombroses maquetes i objectes de grandària natural basats en els dibuixos i els apunts dels seus quaderns.
En arquitectura, va estar influenciat pels treballs de Filippo Brunelleschi i va projectar sobrealçar el baptisteri de Sant Joan de Florència, o crear una torre llanterna per a la catedral de Milà. Utilitza sovint la forma octogonal per als edificis religiosos i el cercle per als militars. En resposta a la pesta que colpí Milà cap al 1484 i 1485, concebé una ciutat perfecta amb eixos de circulació òptims i condicions de vida de qualitat; la seva visió no estava condicionada per distincions socials sinó funcionals, com succeeix en el cos humà. Projectà també jardins. Malauradament, molts dels seus treballs sobre arquitectura s'han perdut.

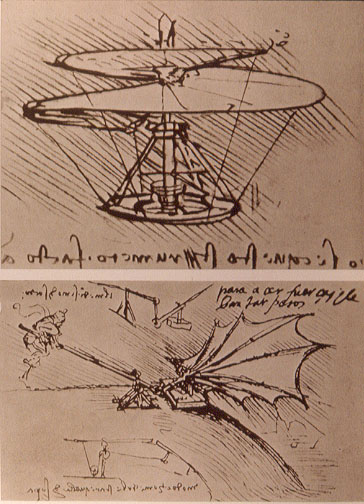
A dalt, Vis aèria (1486), una mena d'helicòpter. A sota, estudi sobre la força d'aixecament d'una ala.
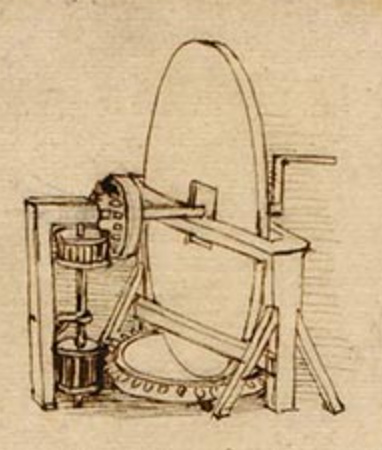
Màquina per a fer miralls còncaus
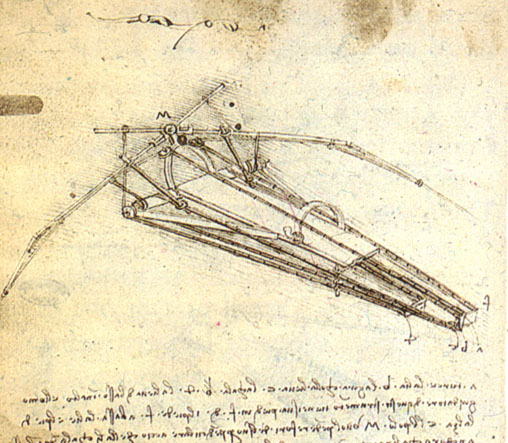
Plànols per a una màquina voladora (1488)
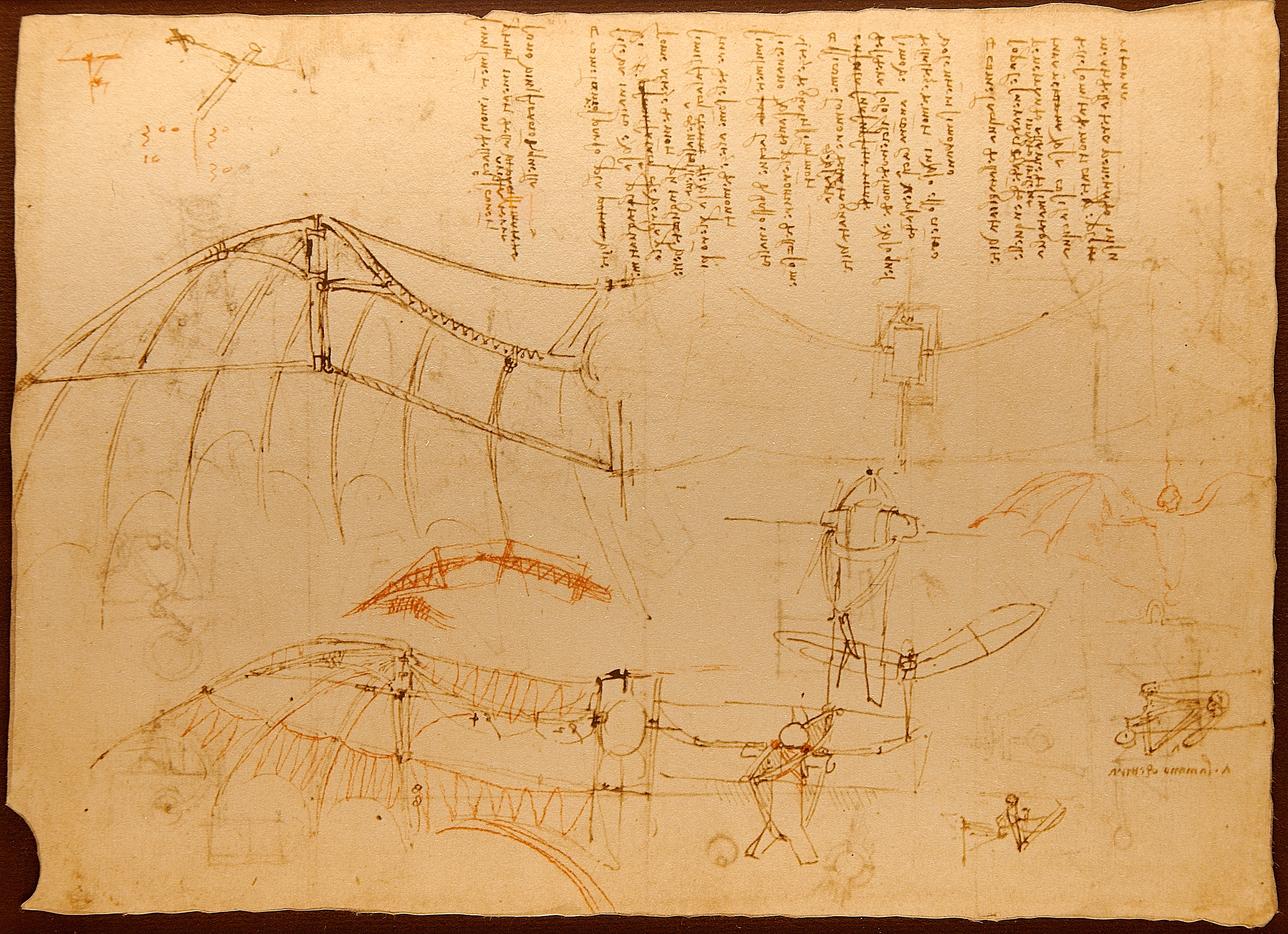
Màquina voladora d'ales batents (Còdex Atlantico f.858r)